# Fiume
Fiume (olaszból átvett magyar név), (horvátul: Rijeka, olaszul:  Fiume, németül: Sankt Veit am Flaum (elavult), vagy Fiume, latinul: Vitopolis, Flumen)  Horvátország fő kikötővárosa Tengermellék-Hegyvidék megyében. Az Adriai-tengerhez tartozó Kvarner-öböl partján fekvő település az ország legfontosabb kikötője, ami Zágráb és Split után a harmadik legnépesebb város is egyben. 2020-ban Európa kulturális fővárosa volt (Galway mellett). Az ókorban illír, majd római település is volt itt. 
A 20. század folyamán hat országhoz tartozott: Osztrák–Magyar Monarchia, Fiumei Szabadállam, Olaszország, Harmadik Birodalom, Jugoszlávia, végül Horvátország. 1920 és 1924 között itt működött a Fiumei Szabadállam államalakulat, amelynek a magyar is hivatalos nyelve volt. A magyarok szempontjából azért is fontos ez a város, mert a Monarchia idején ez volt a legnagyobb kikötője Magyarországnak. Továbbá kisebb megszakításokkal 1776–1918 között Szádrévvel és a környező településekkel együtt a Magyar tengermelléket alkotta, amely a Szent Korona tagja így a Magyar Királyság része volt. A város fénykorát a Monarchia idején élte, azt a magyar korszaknak lehet tekinteni. Számos épületet emeltek ekkor illetve az infrastruktúrát is jelentősen fejlesztették. Több nevezetes magyart is magáénak tudhat a város, például itt született Kádár János kommunista politikus és Csíkszentmihályi Mihály Széchenyi-díjas pszichológus.
Fiumét 1924-ben Olaszországnak ítélték oda, de a párizsi békeszerződés alapján 1947-ben Jugoszláviához került és azóta a hivatalos neve Rijeka. Jelenleg Horvátország része és a városban jelentős ipari tevékenységként a kereskedelem mellett a kőolaj-finomítás és a hajógyártás ad munkát az ott dolgozóknak.

## Fekvése
A város Horvátország nyugati részén, közvetlenül az Adriai-tenger partján fekszik az Isztriai-félszigettől keletre. Károlyvárostól 130 km-re délnyugatra, a szlovén határtól 25 km-re délre, Pólától 100 km-re északkeletre fekszik. A horvát tengerpart legnagyobb kikötője a Kvarner-öböl északi oldalán, ahol a Recsina a tengerbe torkollik. Az öböl átlagos mélysége 60 méter körül van. Északról a Karszt-hegység védi a hűvösebb áramlatoktól és itt találkoznak az Alpok és a Dinári-hegység kisebb hegyei, amelyek félkörívben veszik körül.

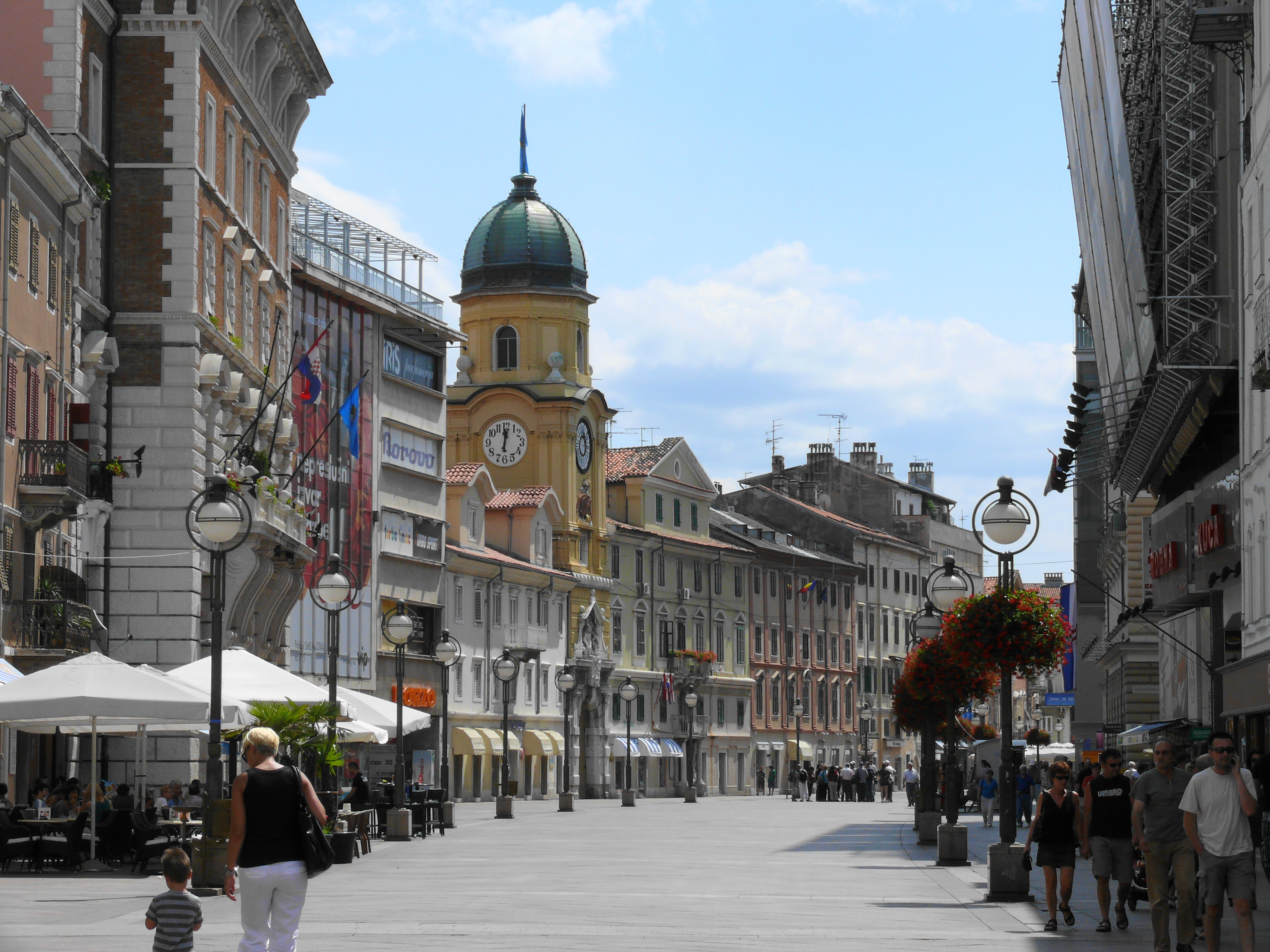
Fiume belvárosa, a Korzó

Fiume egyik városrésze, a Trsat a Tersatto-hegyen épült ki. A Kálvária-hegy mögött található a Kozalai temető, a város köztemetője.

## Nevének eredete
Az olasz Fiume és a horvát Rijeka szó is folyót jelent, ugyanis itt ömlik a tengerbe a város folyóvize, a Recsina, amelyet lakói olaszul Fiumara néven (tulajdonképpen időnként megáradó hegyi patak) is neveztek. Tehát a város horvát neve is – szintén a folyóvízhez kapcsolódva – a Rječina elnevezésből eredeztethető.
Hasonlóan folyóra utalhat a Révsebes elnevezés is, amely 19. századi magyar művekben fellelhető.

## Története
A terület legelső telepesei a kelták és az illírek voltak, de aztán római település is volt itt.

### Az ókorban és a középkorban
Fiume ókori eredetű város, amelynek egyik ősi magja a Tersatto-hegy körül kialakult kelta település volt. A másik mag a kikötői rész, amely az illír Liburnia államhoz tartozott. A települést i. e. 28-ban foglalták el a rómaiak, akik Tarsatica néven itt létesítettek postaállomást és őrhelyet. Augustus császár idején az őrhely elvesztette stratégiai jelentőségét.
799-ben a bizánci kézen levő települést a frankok dúlták fel. A 7. században érkeztek meg a vidékre a szlávok, akik az egykori Tarsatica romjain új települést építettek.
1230-ban keletkezett az a levél, amelyben egy velencei kereskedő megemlítette a települést. Fiumét mai nevén legelőször 1260-ban, IV. Béla magyar király egyik oklevelében említették („fluvius et locus Rika”).
A 13. századtól frank birtok lett, 1336–1365 között a krki herceg birtoka, majd a 15. században III. Frigyes német-római császár vásárolta meg. Fest Aladár szerint Fiume kereskedelmi forgalma a 15. században jelentősebb volt, mint Trieszté. 1366-ban közvetve a Habsburg-házé lett a terület, amikor Duinoi Hugó hűséget fogadott III. Albert és III. Lipót osztrák hercegeknek. Egy 1404-es oklevél szerint a város árumegállító joggal rendelkezett a Kvarner-öbölben áthaladó hajók felett.
1438-ban alapították az első ispotályt (kórházat), két évvel később már drogéria is működött a városban. 1453-ban Frankopán Márton IV. Miklós pápa engedélyével, megalapította a kolostort a Trsaton.
Fiume területe 1466-ban uralkodótól függő birodalmi város lett.
1509-ben a velencei háborúkban a várost lerombolták, de 1530-ra újjáépült, külön kormányzata és igazságszolgáltatása is volt.
1530-ban, Šimun Kožičić Benja püspök regnálása alatt adták ki az első nyomtatott könyvet, amely glagolita írásmóddal, horvát nyelven íródott. A következő évben a település megkapta a városi rangot. 1532-ben az uszkókok (török elől menekülő délszláv harcosok) parancsnoka, Petar Kružić kapitány felépíttette az első trsati lépcsőt, amely a folyó deltájától a templomig vezetett. 1599-ben szabad királyi várossá nyilvánították.

### A 17–19. században

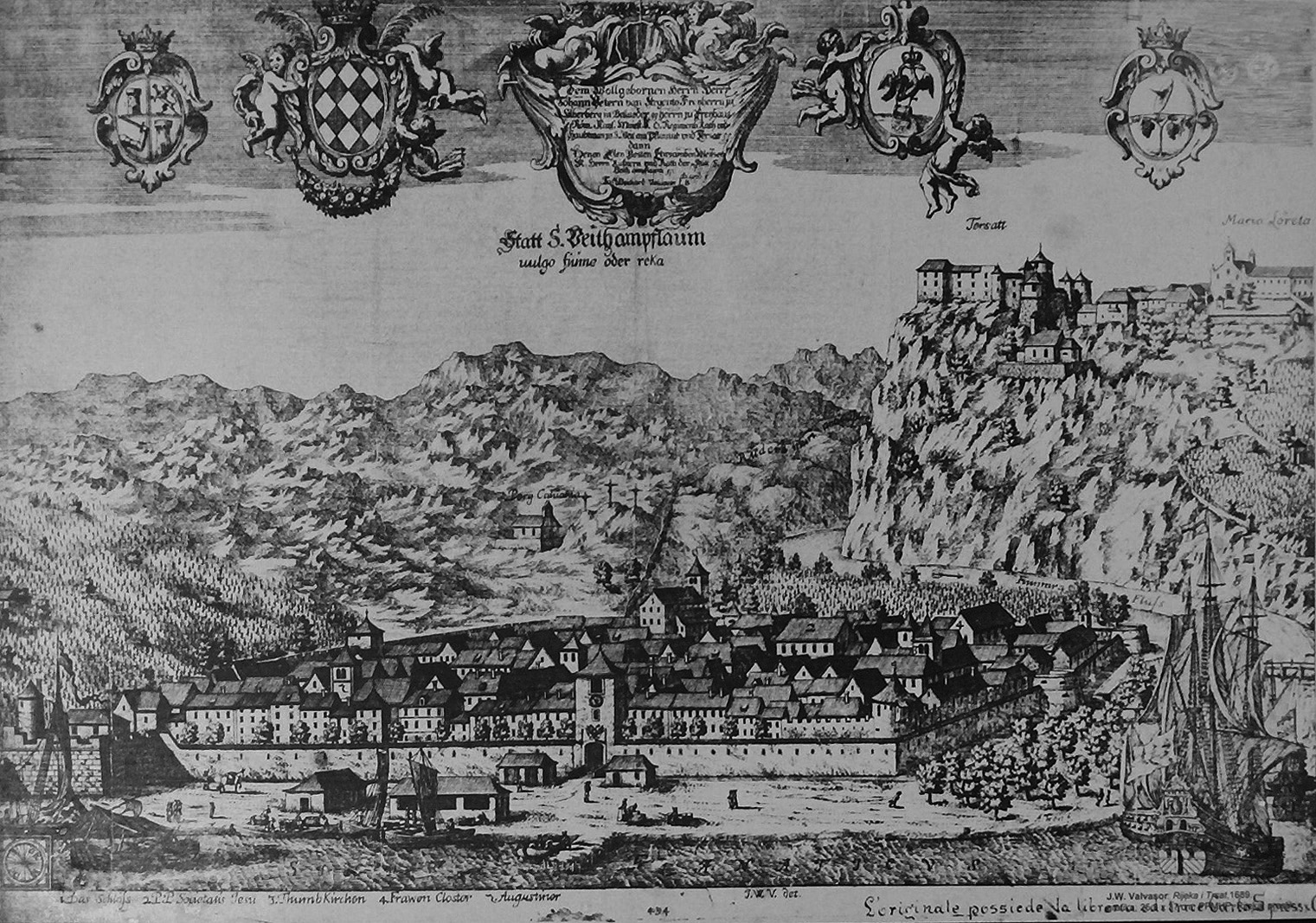
A város 1689-ben

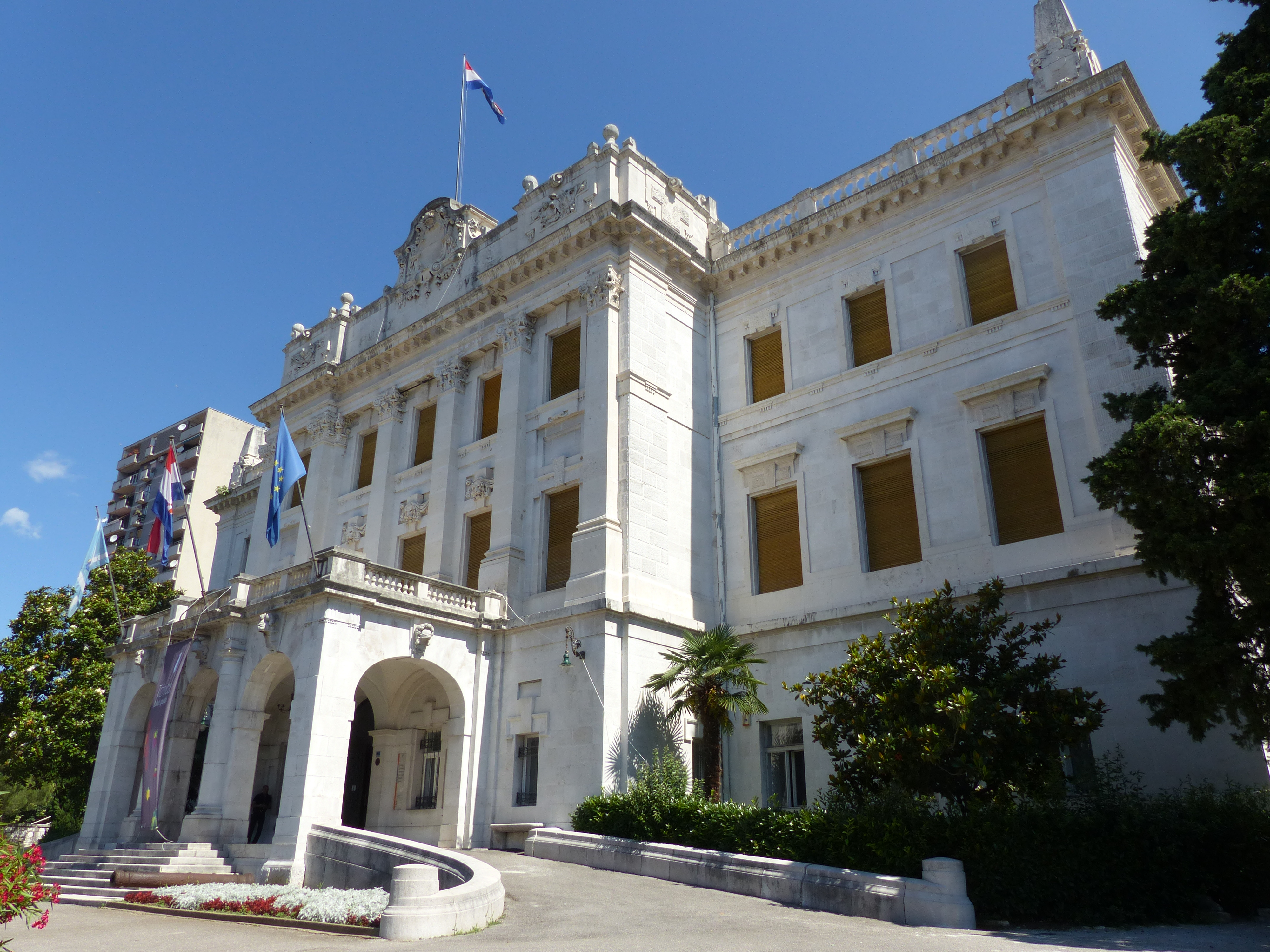
A millennium évére épült Kormányzói Palota Fiumében, az 1868-as magyar-horvát kiegyezés értelmében Fiume város a Magyar Szent Korona Országainak kapcsolt részévé vált

A török háborúk után indult fejlődésnek a város, és a 17. században Magyarországgal együtt a Habsburg Birodalom része lett.
1638-ban megkezdődött a Szt. Vitus-dóm építése. 1659-ben a város I. Lipót császártól megkapta a címerét. A város első konzulátusát 1690-ben nyitották meg, a Raguzai Köztársaság konzulja ekkor foglalta el helyét.
1719-ben III. Károly király szabad kikötővé nyilvánította, és a kereskedelmi forgalom növelésére Károlyvároson át utat építtetett ide. Közigazgatásilag 1776-ban Horvátországhoz került, majd 1779-ben önálló státusú városként Magyarország része lett.
1779. április 23-án Mária Terézia helyt adott a fiumeiek kérésének, és új rendeletet adott ki: 
Megengedjük, először, hogy ez a kereskedelmi város, Fiume, kerületével Magyarország Szent Koronájához csatolt külön testnek tekintessék továbbra is, és így kezeltessék minden vonatkozásban, és semmi módon se kevertessék össze a másikkal, a buccari kerülettel, mint amely ősidők óta a Horvát Királysághoz tartozik.
A fő hullámtörő gátat (mólót) Mária Terézia idején építették, és az még a 19. század végén is az ő nevét viselte.
1805-ben Adamich András Lajos felépítette a város első kőszínházát, amely az akkori Európában az egyik legnagyobb volt. 10 évvel később nyílt meg az első általános iskola a városban.
1809 és 1814 között a napóleoni Illír tartományokhoz csatolták, 1822 és 1848 között Magyarország része volt.
1826-ban gróf Laval Nugent megvette a trsati várat, és felújíttatta. A gróf nyitotta meg 1843-ban a Nugent múzeumot a kastélyban. Ez a múzeum Horvátország legrégebbi múzeuma (ma Városi múzeum a neve).
1848-ban Josip Bunjevac Josip Jelačić nevében elfoglalta Fiumét, és megtette Fiume megye központjává. Az 1848. évi XXVII. törvénycikk szerint Fiume és Buccari szabad tengerkereskedési kerületek külön két törvényhatóságot képeztek. 1868-ban cserébe Szerém, Verőce és Pozsega vármegyékért Corpus separatum-ként ismét Magyarországhoz került.
1852-ben Ferenc József meglátogatta a várost, ahol szívélyesen fogadták az uralkodót.

### A város virágkora

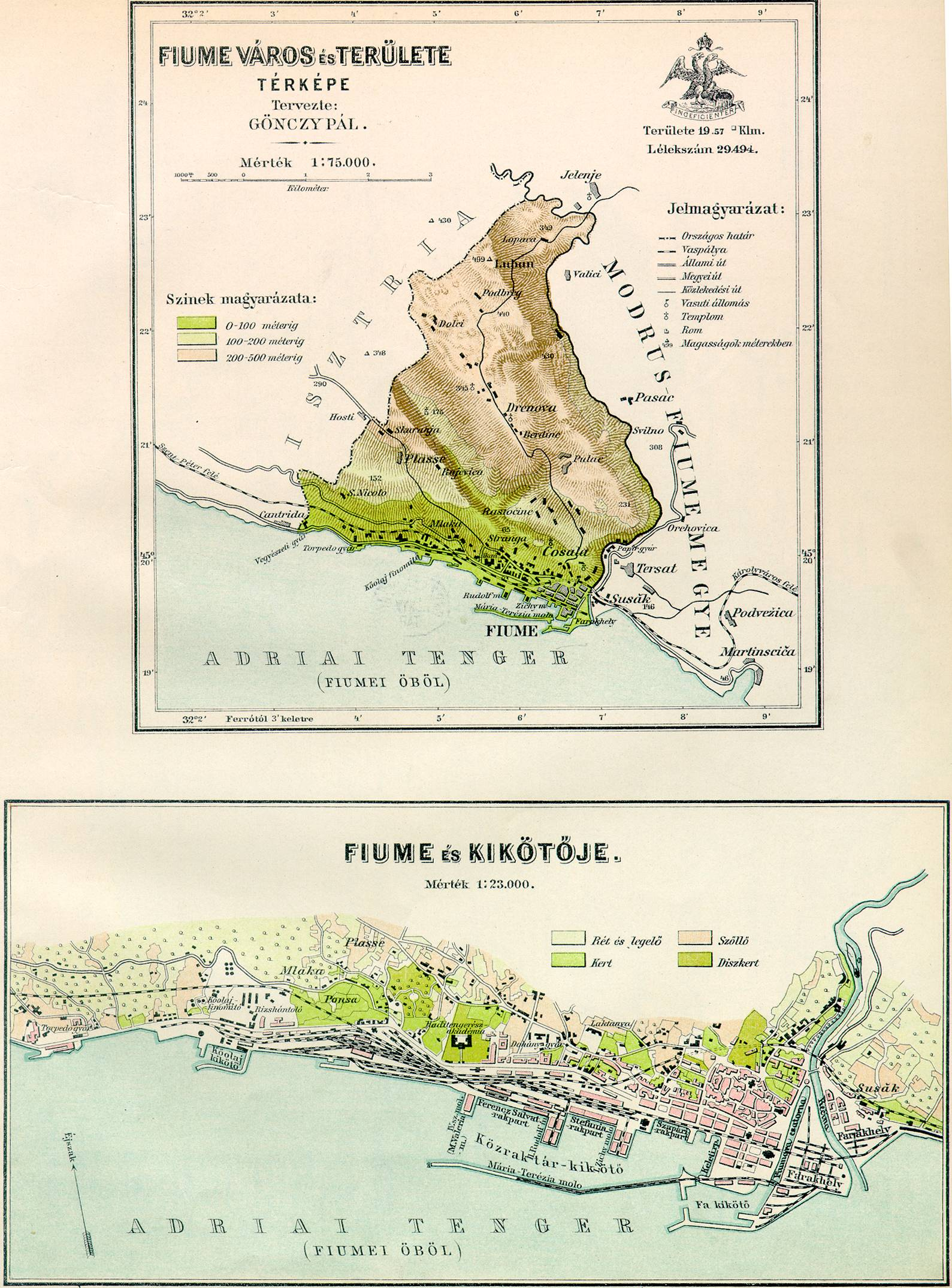
A város térképe 1890-ből

Az első gőzhajó 1871-ben hajózott ki a kikötőből, addig csak vitorlások kötöttek ki benne. A kikötő kialakításához tartozott a Fiumara-csatorna megépítése is, de az egész kikötő átfogó rendezését 1873-ban kezdték el, a francia Hilarion Pascal tervei alapján, Hajnal Antal főmérnök irányítása mellett. A tengert egy 100-200 méteres sávon feltöltötték (1894-ig 290 ezer m²-t), egy újabb hullámtörő gáttal, a Fiumara-csatorna torkolatánál kialakították a Baross-kikötőt (máig így nevezik), több új, kisebb mólót építettek, és a vasutat kivezették a tengerpartra.
A város virágkorát Magyarország részeként érte el. A kiegyezés utáni kormánypolitika céljává vált Fiume tengeri kikötőjének fejlesztése, az osztrák Trieszttel szemben. Ezt segítette az 1873-ban átadott Budapest–Fiume vasútvonal. Fiume közigazgatási helyzete is különleges volt: míg a várost körülvevő Modrus-Fiume vármegye Horvátország része volt, a város közvetlenül Magyarországhoz tartozott. Baross Gábor közlekedéspolitikusként a vízi közlekedés fejlesztését irányozta elő, aminek része volt a kikötő korszerűsítése is, az építőket Hajnal Antal mérnök vezette. 1872 és 1914 között – két fejlesztési program keretében – mintegy 55 millió aranykoronát költöttek a városra. Az 1880-as évektől a városban több fontos ipari termelőüzem létesült: 1881-től rizshántoló, 1882-től kőolajfinomító működött.
Az első működőképes önálló hajtású torpedó, amelyről ismereteink vannak, egy fiumei osztrák–magyar haditengerészeti tiszt, Giovanni Luppis (Luppis János) találmánya, aki Robert Whitehead angol mérnök, fiumei gyárossal fejlesztette ki a ma is használatos torpedó első használható típusait.
1885-ben megnyitották a színházat, a mai Fiumei Nemzeti Színházat. Három évvel később megnyitotta kapuit a Hotel Continental, 1891-ben pedig felépült a vasútállomás épülete.
1905-ben a Ganz és Társa-Danubius Villamossági-, Gép-, Waggon- és Hajógyár Rt. néven üzemet létesített a városban, hadihajók építésére, amely 1918-ig 61 hadihajót gyártott le. Legnevezetesebb üzeme az 1875-ben alapított torpedógyár. A várost magyar kormányzó irányította, magyar hivatalok, képviseletek működtek benne.

### A 20. században

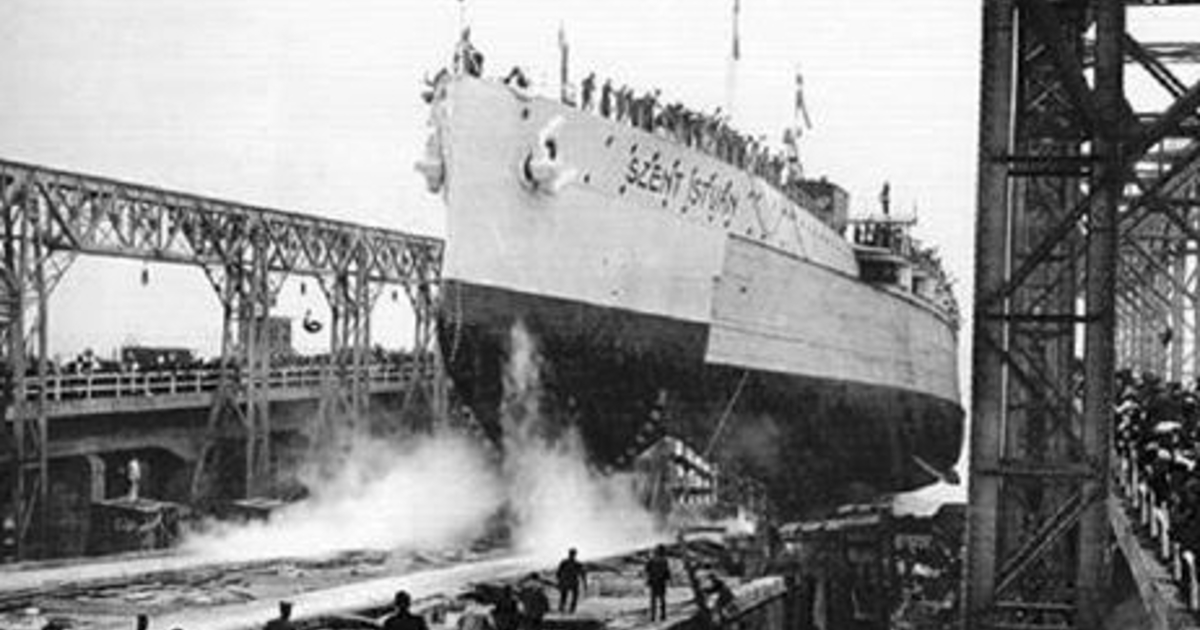
A Szent István csatahajó vízre bocsátása 1914-ben

A fiumei sebészeten 1907-ben Antonio Grossich először alkalmazta a jódtinktúrát egy operációnál.
1914-ben itt készült az Osztrák Magyar Monarchia egyik legnagyobb csatahajója, a tragikus sorsú Szent István. A városnak 1910-ben 24 212 olasz, 12 926 horvát, 6493 magyar és 2135 német lakosa volt. 1914 nyarától kezdve, amikor beállt a hadiállapot, Fiuméban, megszűnt a tengeri kereskedelem, és többé nem érkezett áru sem tengeren, sem vasúton. A város elszegényedett. Olaszország 1915-ös árulását követően az olasz nemzetiségű városvezetés és a magyar állam viszonya megromlott. 1918. október 23-án a Susak városrészből a Jellasics-ezred katonái horvát zászlók alatt megszállták Fiumét és feldúlták a város főbb közintézményeit. A magyar katonaság azonban véget vetett a lázadásnak, a felbujtókat internálták. A további zavargások megakadályozására azonban a rendelkezésre álló magyar katonai erők már nem voltak elegendőek, ezért 1918. október 28-án az utolsó magyar fiumei kormányzó, Jekelfalussy Zoltán és a magyar állami rendőrség szervei elhagyták a várost.
Fiumét 1918. október 27-én az új délszláv állam kapta meg, majd 1919 szeptemberében olasz szabadcsapatok szállták meg, de még ugyanabban a hónapban az amerikaiak, a franciák és a britek is megérkeztek. Gabriele D’Annunzio író („Il Comandante”) parancsnoksága alatt szeptember 12-én, 2500 fős csapat vonult be a városba, és Carnarói Olasz Kormányzóság (Carnaro a Kvarner-öböl olasz neve) néven kikiáltotta a város függetlenségét, amelynek végső célja az Olaszországgal történő egyesülés volt. D’Annunzio Duce (Vezér) néven a fasisztoid jellegű, de facto városállam vezetője lett. Ekkor jelölték ki a Recsinát mint határfolyót, egyúttal Fiume nagyobb része hivatalosan az Olasz Királyság fennhatósága alá került, a sušaki kikötő pedig a Szerb-Horvát-Szlovén Királyság része lett. A város római kormány által hivatalosan kinevezett vezetője Pittaluga tábornok lett, akinek egyik feladata volt D’Annunzio kiűzése a városból, mivel az nem akart önként távozni. A tábornokot D’Annunzio felfegyverzett csapatai fogadták a városon kívül, így célját nem érte el. Az olasz kormány elítélte D’Annunziót és anarchikus, pro-fasiszta rezsimjét, de nem tudta megtörni a hatalmát. Még azon év januárjában Georges Clemenceau francia miniszterelnök kijelentette Ante Trumbić és Nikola Pašić előtt, hogy a londoni konferencián megtárgyalják Fiume ügyét. A Szerb-Horvát-Szlovén Királyság küldöttsége az USA támogatásával elérte, hogy Olaszország lemondjon a területről az év végéig, azonban már november 12-én aláírták a rapallói egyezményt, amely Fiumének „szabad város” státuszt adott. Franciaország, az Egyesült Államok és Nagy-Britannia úgy látták jónak, ha Fiumét semleges övezetté alakítják, és döntés született a Fiumei Szabadállam létrehozásáról is.
D’Annunzio nem fogadta el a megállapodást, és hadat üzent Olaszországnak. Az olasz hajók decemberben bombázni kezdték a várost (Véres karácsony), aminek eredményeként D’Annunzio megadta magát. Az olaszok 1921 januárjában bevonultak a városba, és áprilisban választásokat tartottak. Az autonomisták győztek, így megmaradt a független Fiume, elnöke Ricardo Zanella, az Autonóm Párt vezetője lett. 1922-ben a fasiszták kicsalták Zanella kezéből a hatalmat, emiatt a legitim kormánynak a Szerb-Horvát-Szlovén Királyságba kellett menekülnie. A bolsevista Oroszországot a város ismerte el elsőként. A Fiumei Szabad Állam Kommunista Pártja 1921-ben a III. Internacionálén egyike volt a legkisebb tagoknak (Palesztina és Turkesztán mellett). A főtitkár Árpád Simon volt.

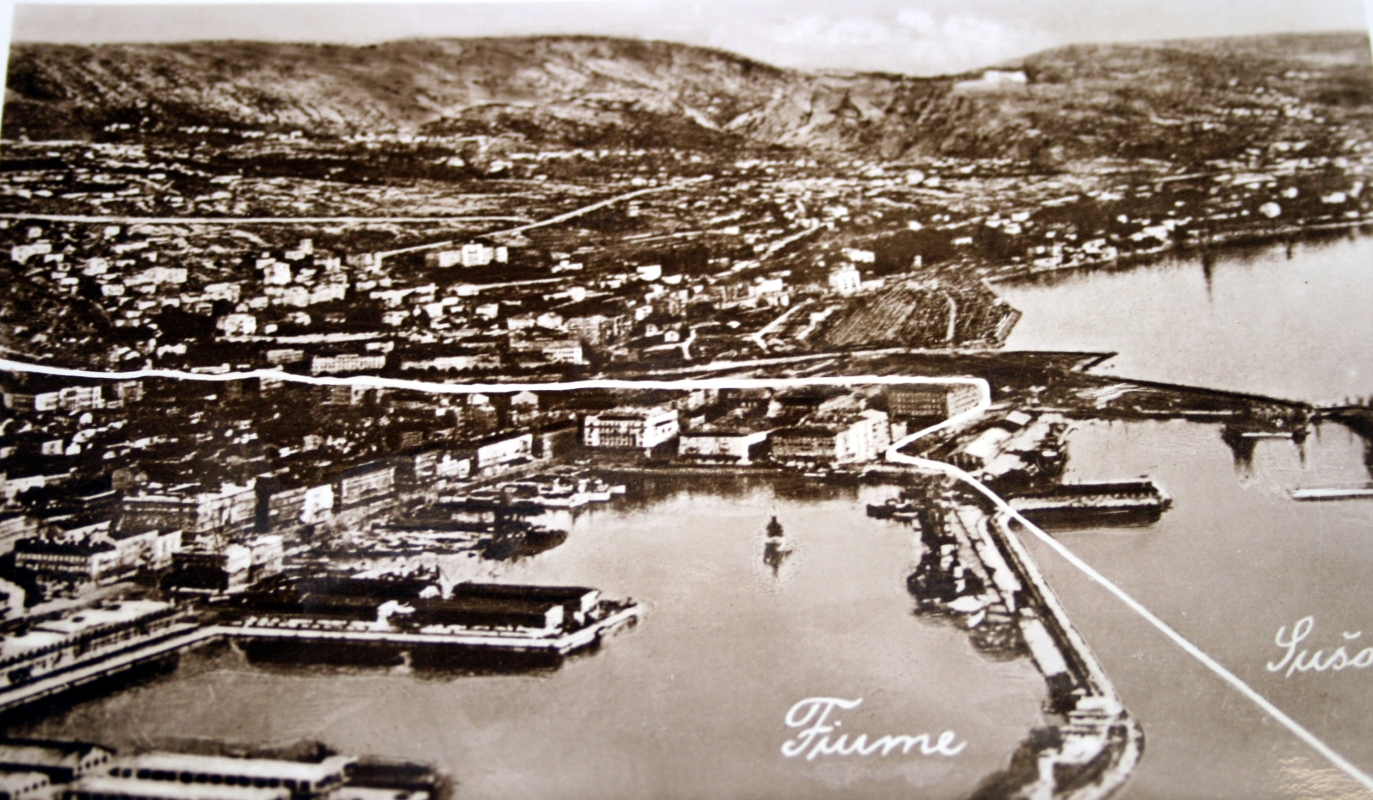
Sušak és Fiume közös határa a két világháború között

Az olasz-délszláv diplomáciai konfliktus 1924. január 27-én ért véget a római szerződéssel, amelyben Fiumét kettéosztották. Sušak városrésze a Szerb-Horvát-Szlovén királyság része lett, a többi Olaszországé. Az olasz bevonulás március 16-án történt meg. Fiume ezután gyors fejlődésnek indult, míg Sušak gazdasága visszafejlődött. 1934-ben magyar szabad-kikötő is létesült itt.
A második világháború idején, az olasz kapituláció után, 1943 és 1945 között Fiume német megszállás alatt volt. A város a világháborúban jelentős károkat szenvedett az amerikai bombatámadásoktól. A bombázók főleg a kikötőt támadták. A Tito-féle kommunista partizánhadsereg egységei 1945. május 3-án vonultak be a városba, amely akkor Jugoszlávia része lett, amit a párizsi békeszerződés is megerősített. A város olasz ajkú lakosságának zöme, kb. 25 ezer fő 1948-ig – önként vagy kényszer hatására – elhagyta Fiumét. Ebben az időszakban (1945–47) kb. 650 olaszt mészároltak le a partizánok. Ezt a tényt 2006 szeptemberében a Società di Studi Fiumani – Roma és a Horvát Intézet közösen tárta a nyilvánosság elé.

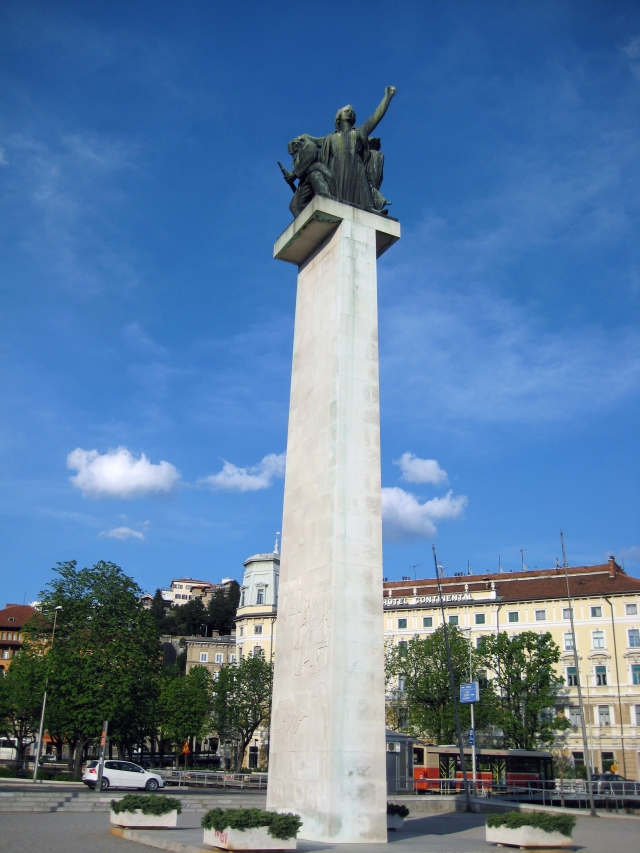
Emlékmű a város német megszállás alóli felszabadításának 10. évfordulója alkalmából, 1955. május 3.

A háború után a történészek közel 15 ezer fős veszteséget valószínűsítettek a városban, ehhez jött még az a 3000 ember, akik a környéken haltak meg. Fiume lakossága 22%-kal csökkent.
1948-ban Sušak ismét Fiume része lett.
A kommunista Jugoszláviában Fiume lett az ország egyik legfontosabb kikötője és gazdasága is elsősorban a hajózásra rendezkedett be: hajógyártó, motorkészítő és kőolaj-finomító cégek alakultak. Ez időszak alatt a város tovább fejlődött, új városrészeket építettek, ahol új iskolákat, közintézményeket hoztak létre. 1970-ben Krk szigetén avatták fel a város repülőterét, három évvel később új egyetemet is alapítottak.
A horvát függetlenség kikiáltása után, 1991 decemberében, a Szlovéniából kivont jugoszláv hadsereg megtámadta Fiumét, mivel a kikötőben számos gazdasági egység volt: kőolaj-finomító, kőolaj-raktározó, élelmiszerraktár. 1992-ben hozták létre a Fiumei községet, amely Fiume városából és öt környékbeli faluból áll: Viškovo, Kostrena, Čavle, Jelenje és Klana.

### A 21. században
2003. június 8-án Fiuméba látogatott II. János Pál pápa. A pünkösdi misén több mint százezer hívő vett részt.
2020-ban Európa egyik kulturális fővárosa (az írországi Galway mellett).

## Éghajlat
Fiume éghajlata nedves szubtrópusi (Köppen klímarendszere szerinti „Cfa klíma”) Az átlaghőmérséklet 13,8 °C, januárban 5,6 °C, míg júliusban 23,3 °C. Évente átlagosan 86 a csapadékos napok száma. Az évi csapadék mennyisége átlagosan 1529 mm. Az Adrián előforduló bóra, ami egy hideg és száraz szél, akár 160 km/h-s sebességgel is lecsaphat a városra.
| Hónap                                                    | Jan.  | Feb.  | Már. | Ápr. | Máj. | Jún. | Júl. | Aug. | Szep. | Okt. | Nov. | Dec. | Év    |
| -------------------------------------------------------- | ----- | ----- | ---- | ---- | ---- | ---- | ---- | ---- | ----- | ---- | ---- | ---- | ----- |
| Rekord max. hőmérséklet (°C)                             | 20,0  | 21,4  | 24,0 | 28,9 | 33,7 | 36,7 | 40,0 | 39,2 | 34,8  | 28,8 | 25,5 | 20,4 | 40,0  |
| Átlagos max. hőmérséklet (°C)                            | 9,1   | 9,9   | 12,6 | 15,9 | 21,1 | 24,6 | 27,9 | 28,1 | 23,5  | 18,5 | 13,2 | 10,1 | 17,9  |
| Átlagos min. hőmérséklet (°C)                            | 2,9   | 3,2   | 5,5  | 8,4  | 12,8 | 16,0 | 18,6 | 18,6 | 14,9  | 10,9 | 6,6  | 4,0  | 10,2  |
| Rekord min. hőmérséklet (°C)                             | −11,4 | −12,8 | −7,7 | −0,2 | 2,1  | 7,4  | 10,4 | 9,1  | 4,8   | −1,2 | −4,5 | −8,9 | −12,8 |
| Átl. csapadékmennyiség (mm)                              | 129   | 104   | 113  | 114  | 103  | 120  | 70   | 102  | 157   | 204  | 182  | 156  | 1552  |
| Havi napsütéses órák száma                               | 112   | 136   | 155  | 171  | 233  | 249  | 298  | 279  | 201   | 161  | 111  | 99   | 2204  |
| Forrás: Croatian Meteorological and Hydrological Service |       |       |      |      |      |      |      |      |       |      |      |      |       |

## Lakosság
Az 1880-as népszámlálás szerint Fiuménak 20 981 lakosa volt. A Borovszky-féle sorozat Fiuméről szóló kötete (Fiume és a magyar-horvát tengerpart) kihangsúlyozza a város nemzetiségi összetételét: „Fiume városának jelenlegi lakossága néprajzi tekintetben unikum az egész országban. Mennél inkább emelkedett és fejlődött a város, annál inkább özönlött ide a nép mindenünnen, de kivált Isztriából, Dalmáciából, Olaszországból és Magyarországból, s a lakosság zöme ma már a bevándorlottak konglomerátuma. Az őslakosság, az ó-város lakói, lassacskán levetik eredeti szokásaikat, elfelejtik saját nyelvöket s helyébe az iskolák az olasz nyelv purifikált járását ültetik. A folytonos érintkezés, gyakran családi kapcsolat a bevándorlottakkal egyre fogyasztja a jellemző szokásokat.”
1910-ben a város 49 726 lakosából 51% volt olasz, 25% horvát, 13% magyar. Vallási megoszlás: 90% római katolikus, 1% görögkatolikus.
A 2001-es népszámlálási adatok szerint a város lakossága 144 043 fő volt. Ebből 75 532 nő és 68 511 férfi. A lakosság 76%-a római katolikus, 3,8%-a muzulmán, a többi egyéb, illetve ateista.
| Népszámlálás éve | összesen | horvát           | szerb           | jugoszláv       | bosnyák/muzulmán | olasz         | szlovén       | egyéb          |
| ---------------- | -------- | ---------------- | --------------- | --------------- | ---------------- | ------------- | ------------- | -------------- |
| 2011             | 128 624  | 106 136 (82,52%) | 8 446 (6,57%)   |                 | 2 650 (2,06%)    | 2 445 (1,90%) | 1090 (0,85%)  | 784 (0,61%)    |
| 2001 ¹           | 144 043  | 115 797 (80,39%) | 8 946 (6,21%)   | -               | 1 975 (1,37%)    | 2 763 (1,92%) | 1 575 (1,09%) | 12 987 (9,02%) |
| 1991             | 167 964  | 117 178 (69,76%) | 18 891 (11,24%) | 6 925 (4,12%)   | 4 803 (2,85%)    | 3 247 (1,93%) | 2 709 (1,61%) | 14 211 (8,46%) |
| 1981             | 159 433  | 103 248 (64,75%) | 14 436 (9,05%)  | 27 167 (17,03%) | 2 505 (1,57%)    | 1 917 (1,20%) | 2 897 (1,81%) | 7 263 (4,55%)  |
| 1971             | 132 222  | 98 121 (74,20%)  | 14 079 (10,64%) | 6 152 (4,65%)   | 1 487 (1,12%)    | 2 964 (2,24%) | 3 944 (2,98%) | 5 475 (4,14%)  |

A 2001-es népszámláláson már csak a város lakossága van feltüntetve. Korábban Fiume és a környező települések népességével együtt szerepelnek az adatok.
2009. október 3-án helyezték el a város mecsetjének alapkövét. Fiume környékén mintegy 10 ezer muzulmán él.
A 2011-es népszámlálás szerint 128 735 lakosa volt a városnak, így Zágráb és Split után a harmadik legnépesebb város az országban.

### Magyarok

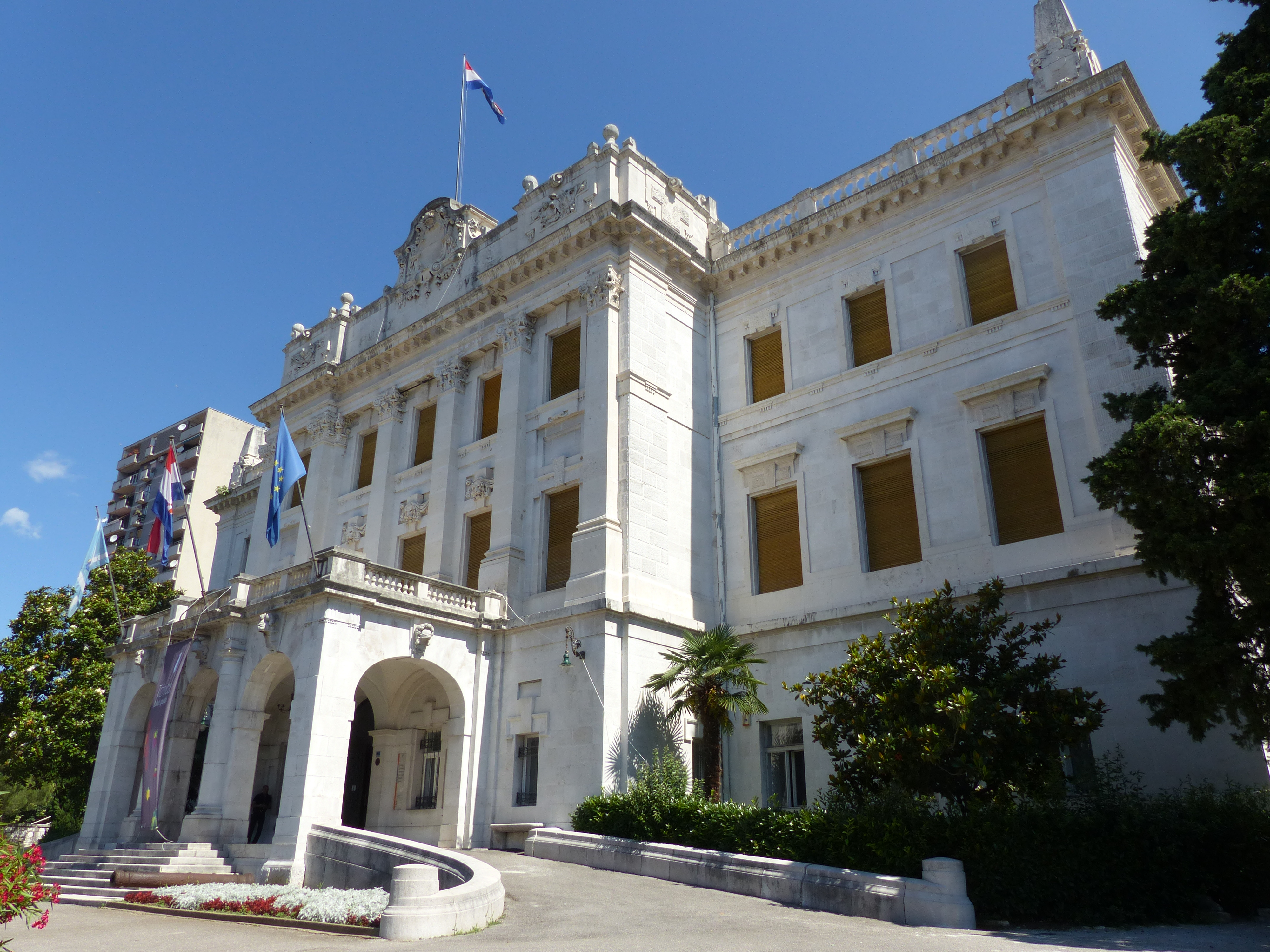
Kormányzói Palota

A városon keresztül bonyolított kereskedelem révén már a középkortól a magyarsággal közvetlen kapcsolatban volt a város. A legjelentősebb magyar jelenlét a város virágkorához (1870-1918) köthető, ezt akár magyar korszaknak is lehet nevezni. A Kormányzói Palotát a millennium évére építtette fel gróf Batthyány Lajos fiumei kormányzó, saját nyaralójaként, Hauszmann Alajos tervei alapján. A horvátok a Batthyány nevet elhagyták és simán csak Kormányzó Palotájának hívják. Fiume kormányzói Fiume város és csatolt részei kormányzói voltak, hatáskörük ugyanakkor kiterjedt a teljes horvát-magyar tengerpart tengerészeti ügyeire is. A kormányzót a mindenkori magyar király nevezte ki. Fiumét és tágabb környezetét, vagyis a magyar tengermelléket Mária Terézia magyar királynő csatolta Magyarországhoz egy rendeletében 1779. április 29-i hatállyal. Fiume első magyar kormányzója, Majláth József attól a naptól töltötte be hivatalát. A magyar országgyűlés 1807-ben emelte törvényerőre ezt. Majláth az új kerületet egyes horvátországi részekkel együtt Szeverin megye név alatt foglalta össze, de mivel ezt mindenki kifogásolta, Mária Terézia 1779. április 23-án kelt diplomájával a várost és kikötőjét mint külön testet (corpus separatum), a magyar Szent Koronához kapcsolta, most és ezután is jól megkülönböztetvén a hozzá tartozó kerülettől, amely a vinodoli, hreljini és buccarii járásokból állva, Fiuméval egy kormányzóság alatt a Littorale Hungaricum kerületét alkotta. A Magyar Tengermellék a napóleoni háborúk során, a schönbrunni béke értelmében 1809–1814 között francia megszállás alatt állt a franciák által létrehozott bábállam, Illíria fennhatósága alatt. Miután az osztrákok 1814-ben visszafoglalták, egy ideig meghagyták Illíriát tartománynak, majd 1822. július 25-én a teljes korábbi tengermelléket visszacsatolták Magyarországhoz. Az 1848–49-es forradalom és szabadságharc leverésének következményeként 1849. október 24-én Horvátországot tartományaként kezelték. Az osztrák-magyar kiegyezés egyik hozadéka volt a magyar-horvát kiegyezés (1868), aminek értelmében Fiume város a Magyar Szent Korona Országainak csatolt része lett, míg az egykori tengermellék többi része Horvát-Szlavónország része maradt, de végleges megállapodás csak 1870-re született, így csak ekkor nevezték ki Fiume magyar kormányzóját 1848-at követően.

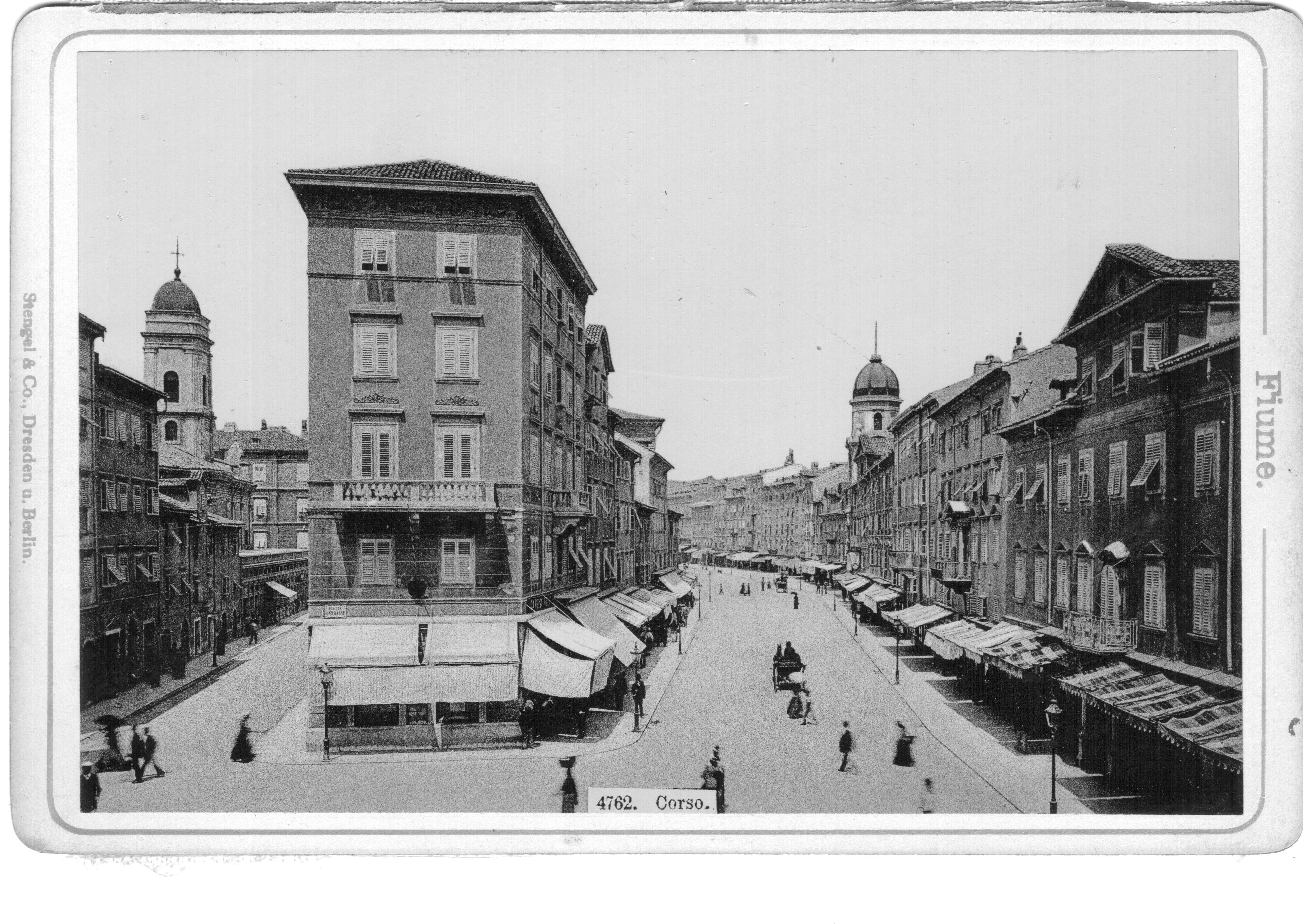
A Korzó

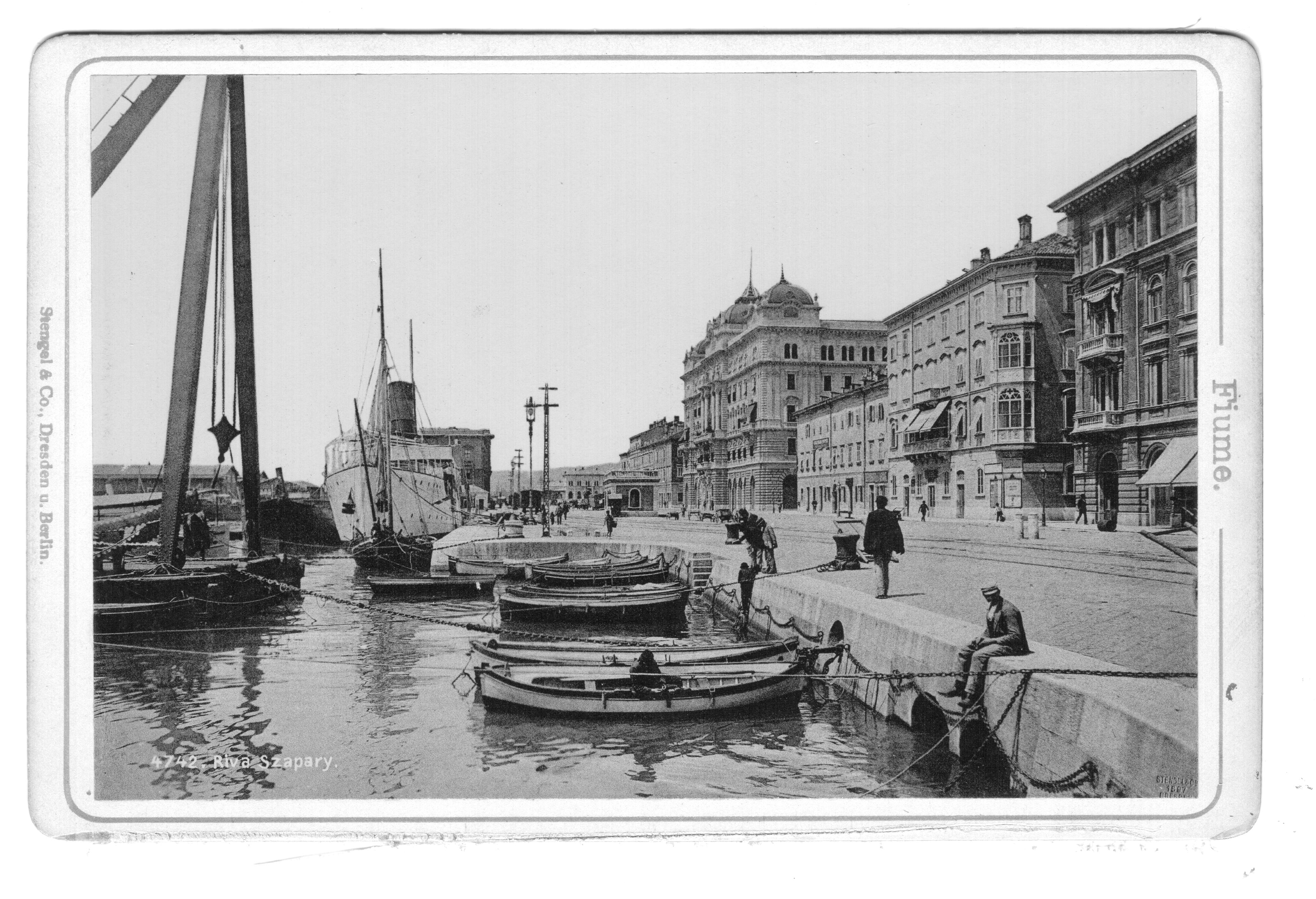
Szapáry-rakpart

Ebben az időben jelentős számú magyar hivatalnok élt a városban. Kormányzónak magyarokat neveztek ki, a közigazgatási vezetők mellett jelentős számban magyar mérnökök, vasúti tisztviselők, rendőrök, tanárok dolgoztak és éltek itt. Gyermekeik taníttatását magyar nyelvű gimnázium biztosította és több magyar éttermet is megnyitottak ebben az időszakban.
A magyar lakosság száma 1910-ben 6500 fő volt. Ez az összlakossághoz képest tizenhárom százalékos részarányt jelentett. Az első világháború után számuk drasztikusan csökkent: 1925-ben már ezeregyszázra. A Monarchia felbomlása után a köztisztviselők visszatértek Magyarországra. Az ügyvédek, orvosok, mérnökök és egyéb foglalkozásúak közül maradtak még és megpróbáltak alkalmazkodni az új helyzethez. A korábban jelentős számú magyarság tovább fogyatkozott és a második világháború után már csak jelképesnek lehet tekinteni a számarányukat, amely az összlakosság egy százalékát tette ki.
Mára már csak az maradt, hogy az itt élő magyarok fenntartják a Baross Magyar Kultúrkört, amely nevét Baross Gáborról kapta, aki minisztersége alatt az itteni vasútfejlesztésben szerzett elévülhetetlen érdemeket.
Jellasics tér 1. szám alatt működik a Horvátországi Magyarok Demokratikus Közössége, Tengermelléki-fennsíki Megye Egyesülete.

### Zsidók

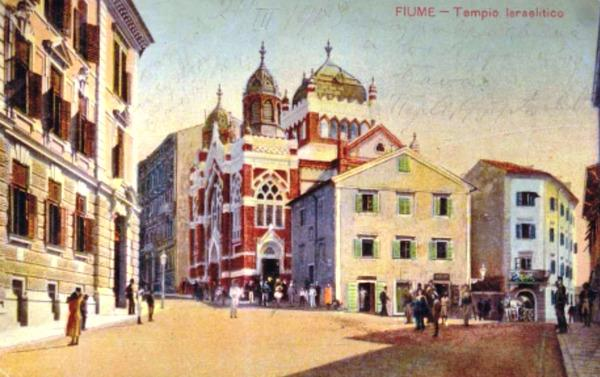
zsinagóga

A 16. században már említést tesznek a városban élő zsidókról. Amikor Fiume 1717-ben szabad kikötővé vált, a város több zsidó vallású embert is magához vonzott. 1776-ban, amikor a Magyar Királyság része lett, további héber letelepedők érkeztek, de a város zsidósága a 19. századig túlnyomó részében szefárd maradt. Ők a közeli dalmát városokból, Splitből valamint Dubrovnikból származtak, és a tradicionális minhag Ispalattót követték. 1848 után magyar, német, morva és olasz nyelvterületekről érkeztek askenázi zsidók, magukkal hozva vallási rítusaikat is. A Chevra kaddisha 1885-ben alakult meg, három temetőt üzemeltettek a városban és modern stílusú zsinagógát építettek 1902-ben. 1900 körül számuk 2000 főre volt tehető, és a hitközség egyedüli módon ortodox maradt Olaszországban az 1930. évi reformokat követően is. Gyermekeik német, magyar és olasz nyelvű világi iskolákba jártak, ami a zsidóság heterogenitásának tudható be. A prédikáció nyelve a német és az olasz volt. 1920-ban 1300 zsidó élt Fiuméban és Abbáziában, háborús veszteségük csak 136 fő volt.
A fasiszta Olaszországban 1938-ban faji törvényeket léptettek életbe. Az olasz állampolgárságú zsidókat diszkriminációk sújtották, a nem olasz állampolgárságúakat pedig táborokba zárták. Giovanni Palatucci, a város rendőrségének idegenrendészeti osztályvezetője több zsidónak szerzett „árja levelet”, ami segített nekik a háború túlélésében, és ezekkel az iratokkal Dél-Olaszországban Palatucci püspök unokatestvére tudott oltalmat adni sokuknak. Jugoszlávia német megszállása után 1941 áprilisában a 2. Olasz hadsereg megszállta Dalmáciát és Horvátország egyes részeit. Néhány olasz katonatiszt, akik együttműködtek az akkor is hivatalban lévő Palatuccival, Fiuméba küldött 500 fő körüli zsidó menekültet Horvátország különböző részeiből, azok így elkerülték a deportálást. Olaszország kapitulációját követően Palatucci megsemmisítette azokat az aktákat, amelyek révén a zsidók után lehetett volna nyomozni, ezért 1944 szeptemberében a németek letartóztatták. 1945-ben Dachauban halt meg.
1945-ben, amikor Fiume Jugoszlávia része lett, az olaszul beszélő zsidók elmenekültek a városból, elsősorban a közeli Triesztbe. 1947-ben Fiuméban és környezetében 170 zsidó vallású lakos maradt. A közösség 1969-ben már csak 99 főt számlált. A hitközség 1992-ben 60 család tagjaival gyarapodott, akik Boszniából a háború elől menekültek, napjainkra azonban java részük elköltözött Zágrábba vagy más észak-horvát városba, és 2004-re kevesebb mint 100 fő a lélekszámuk Fiuméban.

## Politika
A város élén a Szociáldemokrata Párt képviselője, Vojko Obersnel áll. A polgármester egyben a városi elöljáróság és a városi tanács első embere is, akinek a tanácsban vétójoga van. Fiuméban két alpolgármester van.
A városi tanács Fiume legfőbb hatalmi szerve. Irányítja az önkormányzatokat. 35 tagja van, akik között olasz és szerb nemzetiségű is van. A tanácsnak egy elnöke és két alelnöke van, akik közül az egyik a nemzetiségieket képviseli. A tanács alkotja meg a helyi törvényeket és határozza meg a városi költségvetést. A képviselők megbízatása négy évig tart.
Fiume elöljárósága intézi a helyi törvényvégrehajtást, tíz tagja van. A városi bizottság részt vesz a város életében, igazgatja azt, intézi a közlekedési ügyeket, felügyeli a játszótereket és a parkokat, ellenőrzi a szemétgyűjtést. A bizottság 33 főből áll, amely a körzetek számával egyezik meg.

### Konzulátusok
A városban 14 állam konzulátusa működik: 
| - Olaszország - Csehország - Chile - Ausztria - Norvégia | - Dánia - Svédország - Szerbia - Finnország - Magyarország | - Törökország - Venezuela - Németország - Hollandia |

## A város jelképei

Fiume jelenlegi zászlaja

A történelmi zászló

Fiume zászlaján kék alapon fekete körvonallal szerepel a címer. Erről a város vezetősége 1998-ban döntött. A történelmi zászló színe a karmazsinvörös–arany–kobalt kék, ami 1848 és 1947 között volt a város zászlaja.
A város első címerét 1659. június 6-án adományozta I. Lipót. A címerben kétfejű fekete sas található, amelynek arany csőre és lába, valamint vörös nyelve van. A bal lábával tartja a korsót, amiből víz folyik. A sas fölött korábban a Habsburg-címer volt. A címer alsó részén az INDEFICIENTER (kiszáradhatatlan) szó állt. Manapság már sem a felirat, sem a korona nem szerepel rajta.
Fiume városának saját dala is van, amelyet Damir Badurina szerzett.

## Gazdaság
A város legnagyobb húzóágazata a hajóépítés. Híres gyárak a Viktor Lenac, a Május 3. és a Torpedó. 1915-ben itt készült az Osztrák Magyar Monarchia egyik legnagyobb csatahajója, a Szent István. Ismert továbbá arról is, hogy számos kulturális programot rendeznek itt, például a két legnagyobb a városi karnevál és a Fiumei nyári éjszakák.
Fiume az ország harmadik legnagyobb városa, fontos ipari, adminisztratív és kulturális központ, egyben Horvátország legnagyobb tengeri kikötője: áruforgalma jelentős, és a tengerrel nem rendelkező környező országok szabadkikötője is. A személyforgalomban a gyors- és expresszhajók központja. Fontos iparváros, ahol hajógyár és olajfinomító működik, valamint innen nem messze (Omišalj) indul az Adria-kőolajvezeték is.

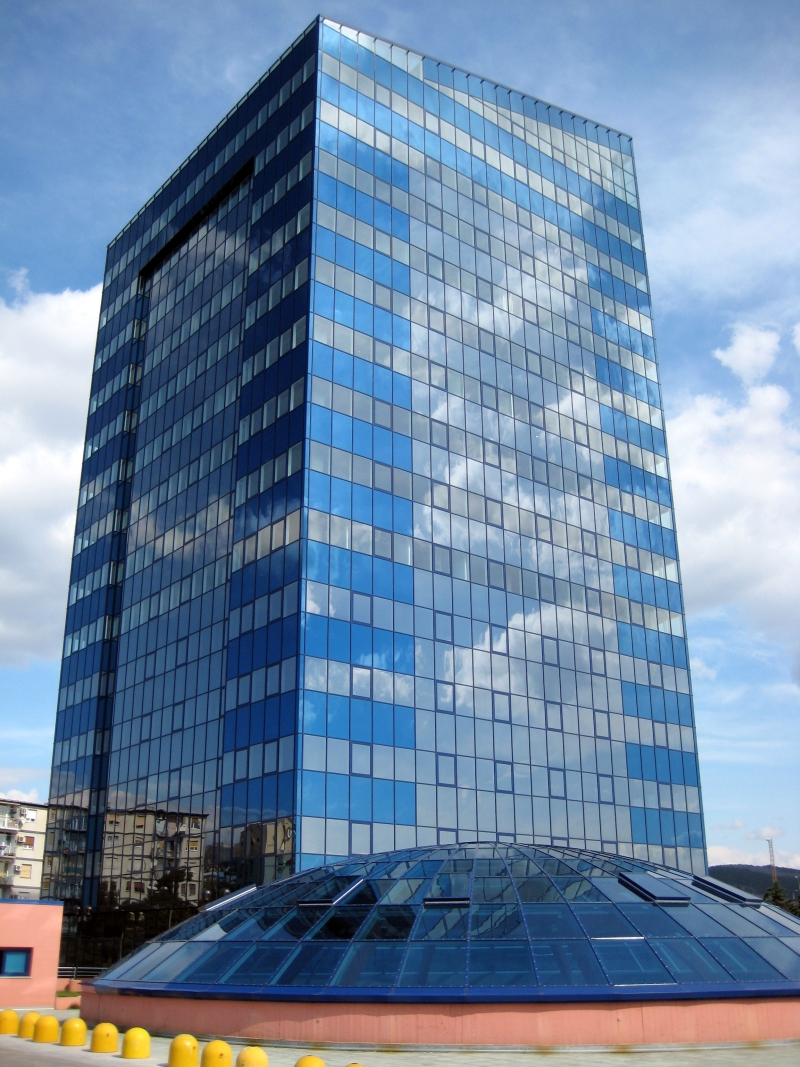
Tower Centar: Iroda és kereskedelmi központ a város keleti oldalán

A második világháború után az ipar újra fellendülésnek indult a városban. A legfontosabb iparcikkük a papír lett, amelyet a Harter gyár készített, továbbá a textilipar és a vegyipar is nagy fejlődésnek indult. Ezenkívül jelentős volt a hajóépítés. Híres gyárak a Viktor Lenac, a Május 3. és a Torpedó.
A Május 3. Hajógyárat 1892-ben alapították, majd 1906-ban újraalapították Danubius név alatt. Ebben a hajógyárban gyártotta a Monarchia az új hajóit. 1945-ben, Titóék megérkezése előtt, a németek felrobbantották az ipari létesítményeket, amelyeket 1948-ra sikerült helyreállítani, és megkezdődhetett a kisebb hajók építése. 1956-ban jött az első megrendelés külföldről, Svájcból, és a következő 25 évben 24 országba exportáltak hajókat.
A Viktor Lenac Hajógyár ma az egyik legnagyobb hajóépítő a Földközi-tenger térségében. 1896-ban alapították Lazarus név alatt, a cég kereskedő- és halászhajókat készített. 1948-tól viseli a mai nevét.
1947-ben alapították meg a Jadrolinija társaságot, amely a mai napig szállítja országszerte – főleg nyáron – az utasokat. 2009-ben 56 hajója volt, ebből 5 nagyobb, 37 kisebb komp és 8 katamarán.
Az 1950-es évekre Fiume lett Jugoszlávia legnagyobb kikötője. Az 1990-es évekig a városban több magtárt, raktárt építettek különböző árucikkek – foszfát, gabona, konténer, fa stb. – számára.
Az 1990-es években, a háború miatt itt nem kötöttek ki hajók, hanem a szomszédos Koper kikötőjét használták. A háború után azonban újra fellendült a kereskedelem.
1997-ben létrehozták a kikötőben a Szabad zónát, amelynek három része van: 
- a kikötő a konténerterminálokkal,
- a škrljevói raktárkomplexum,
- a rašai kikötői medence.[52]

A Világbank támogatta a várost a kikötő korszerűsítésében. Ennek keretében új utakat építettek, felújították a raktárakat, az épületeket.
Fiumében található Horvátország második legnagyobb kereskedelmi központja, a Tower Centar.

## Látnivalók

### Korzó és óváros

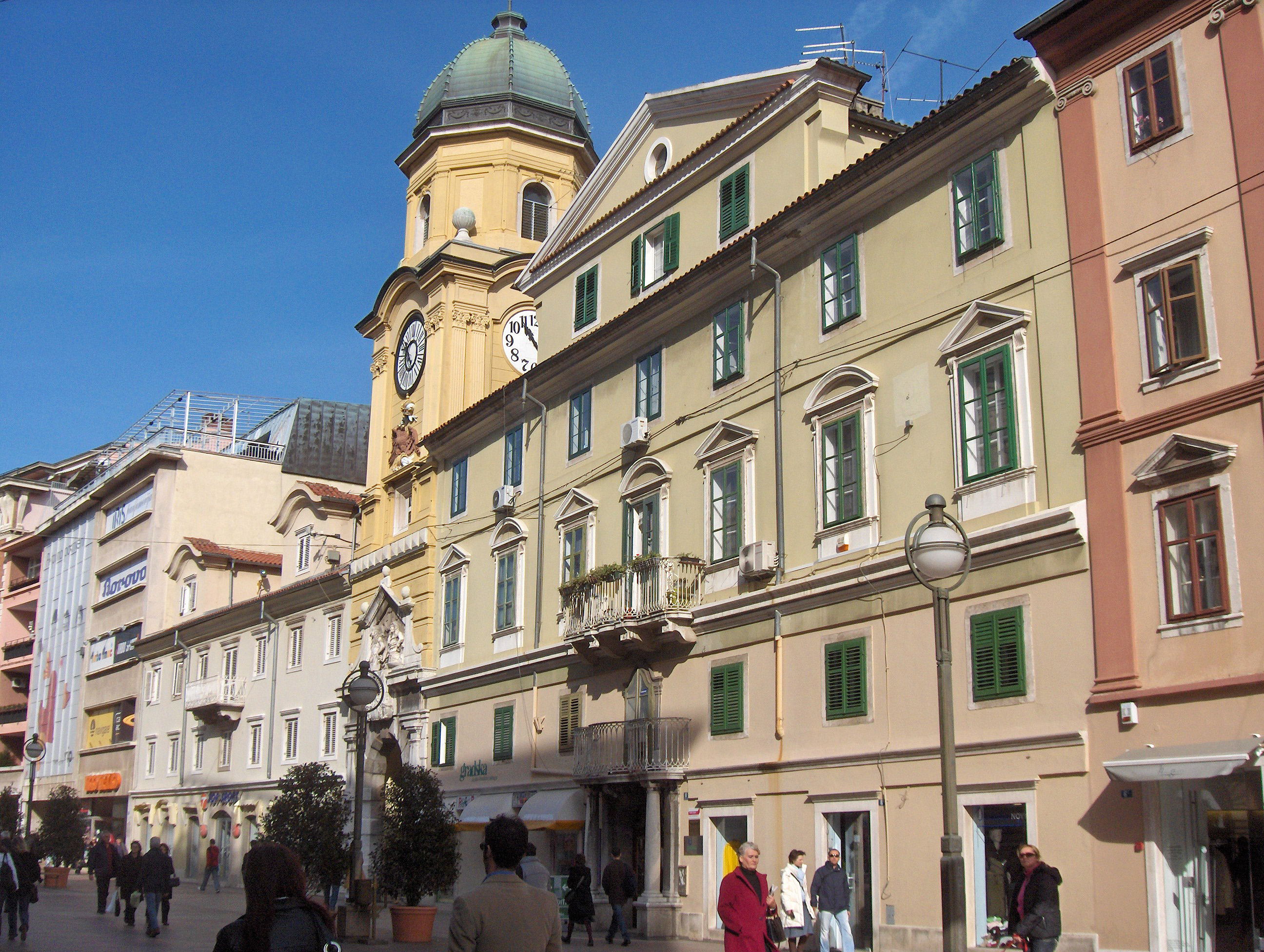
A Wohinz-palota és a várostorony a Korzón

Az óváros, a Korzó – a város központja – déli felén fekszik. A Korzó közepén áll a városi torony az órával, a városiak és a turisták találkozóhelye is, amit a 15. században építettek. A mai óra 1873-ban került a helyére, alatta Fiume ősi címere látható.
A torony körül több barokk épület is található. Ezek tőle jobbra vannak, mint a Wohinz-palota (Korzó 8.), amelyet Mihael Wohinz kereskedő emeltetett a 18. század végén. Nem messze van a Vuković-palota (Korzó 2.). A Wassermann-Garbas-palota, impozáns árkádos udvarával a konzervatív negyedben található az Adamić-palotával egyetemben, amelyet Šimun Adamić emeltetett.

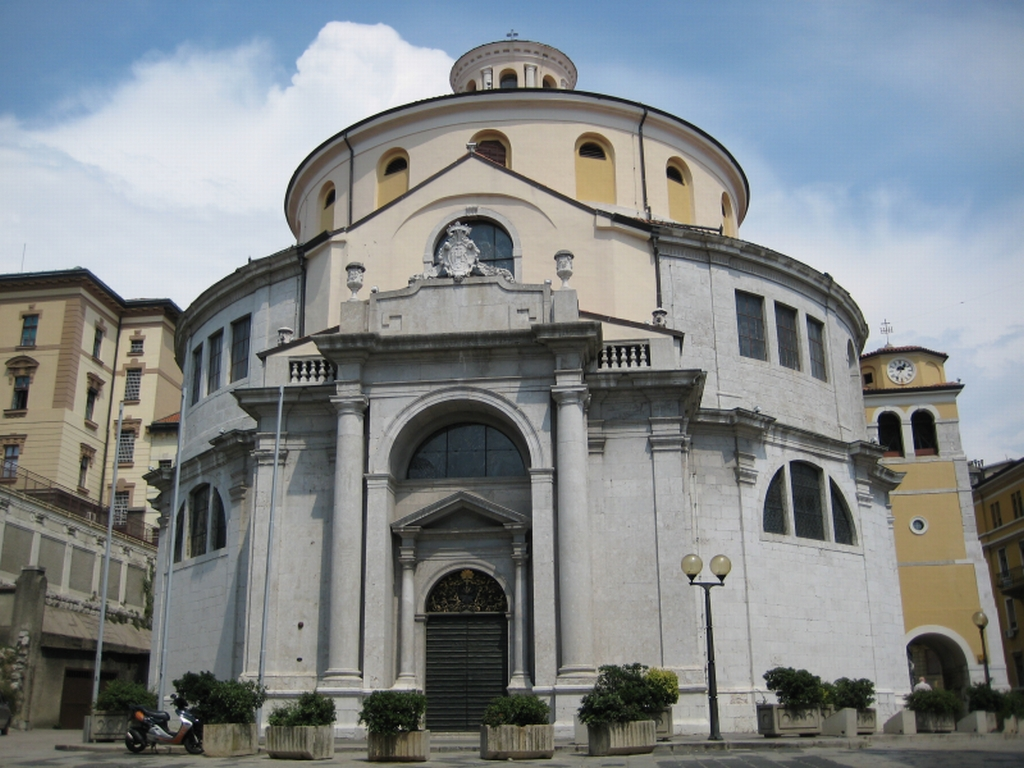
Szent Vitus-dóm

Az óvárost a Szt. Vitus-dóm uralja. Szent Vitus a város védőszentje, ezért az ő tiszteletére szentelték. A templomot a 12. században építették, nyolcszögletű formában. Átépítését a velencei származású városvezető, Franjo Olivieri rendelte el 1638 és 1659 között, mégis csak 1737-ben fejezték be véglegesen, amikor elkészült a kupola és az oratórium. A templomban a barokk oltár mellett fiumei szobrászok munkái találhatók. Itt tartotta Jókai nevelt lánya az esküvőjét Feszty Árpáddal, 1888-ban. A dóm szerepelt a horvát 100 kunás bankjegy hátoldalán. Vitus napja (június 15.) egyben a város napja is.

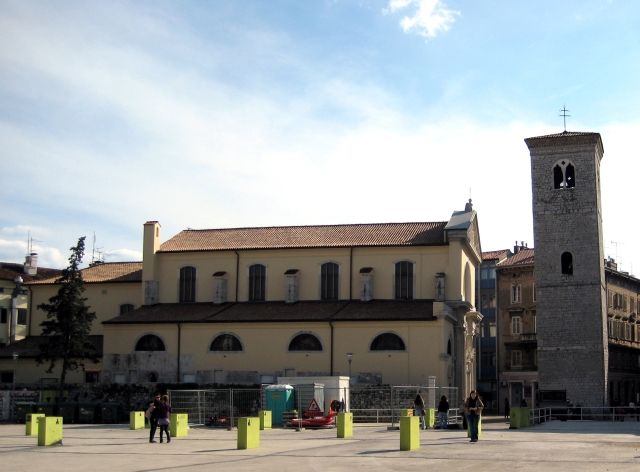
A Magasztos Mária-templom és a ferde-torony

Másik jelentős templom a Magasztos Mária-templom, a korábbi katedrális. Az épület a 15. században épült, utolsó jelentős felújítása 1824-ben volt. Ma a barokk stílusjegyek dominálnak benne. A templom előtt található a harangtorony, amely a talaj süllyedése miatt megrogyott, ezért kapta a ferdetorony nevet. A torony alatt ismert antik mozaikok vannak, amelyek az 5. és a 6. században készültek. A közelben található a régi vagy római kapu. Ez az ókori Tarsatica város egyetlen megmaradt emléke, valószínűleg a barbárok elleni 1. századi római védőfal maradványa.
Az óvárosban található történelmi épület még az Ágoston-rendi kolostor, 1315-ben alapították, Hugo Duino kezdte építeni. 1835-ben a városi tanács székhelye lett, előbb barokk, majd klasszicista stílusban építették át. A templom a fiumei előkelők és városi kapitányok temetkezési helye volt. Mellette ma a barokk stílusú Szt. Jeromos-templom látható (1768). Előtte egy oszlopon Szent Vidnek, a város védőszentjének 1508-ban készült szobra áll.
Az óváros mellett található a Múzeum téren (Muzejski trg) a kormányzói palota, amely korábban az itt székelő kormányzó rezidenciája volt. Ma Tengerészeti és Történelmi Múzeum, amelyet 1893 és 1895 között építettek Hauszmann Alajos tervei alapján, reneszánsz stílusban. 1918-ban a kormányzó helyett a Horvát Nemzeti Tanács székhelye, majd egy évvel később D’Annunzio főhadiszállása lett. A múzeumban számos, a város történelméhez kapcsolódó tárgy található. A palotától nyugatra van Habsburg József főherceg egykori palotájában a Városi múzeum, keletre az Állami Levéltár, a Villa Giuseppe helyezkedik el (Park Nikole Hosta 2.). Az eredetileg klasszicista villa a báró Androcha családé volt, majd Lodovico Adamiché, Giovanni Ciotta polgármesteré és József Károly Lajos főhercegé. Az ő idejében, 1892–95-ben átalakították. A II. világháborúban nagyon megrongálódott, jelentősen átépítették.

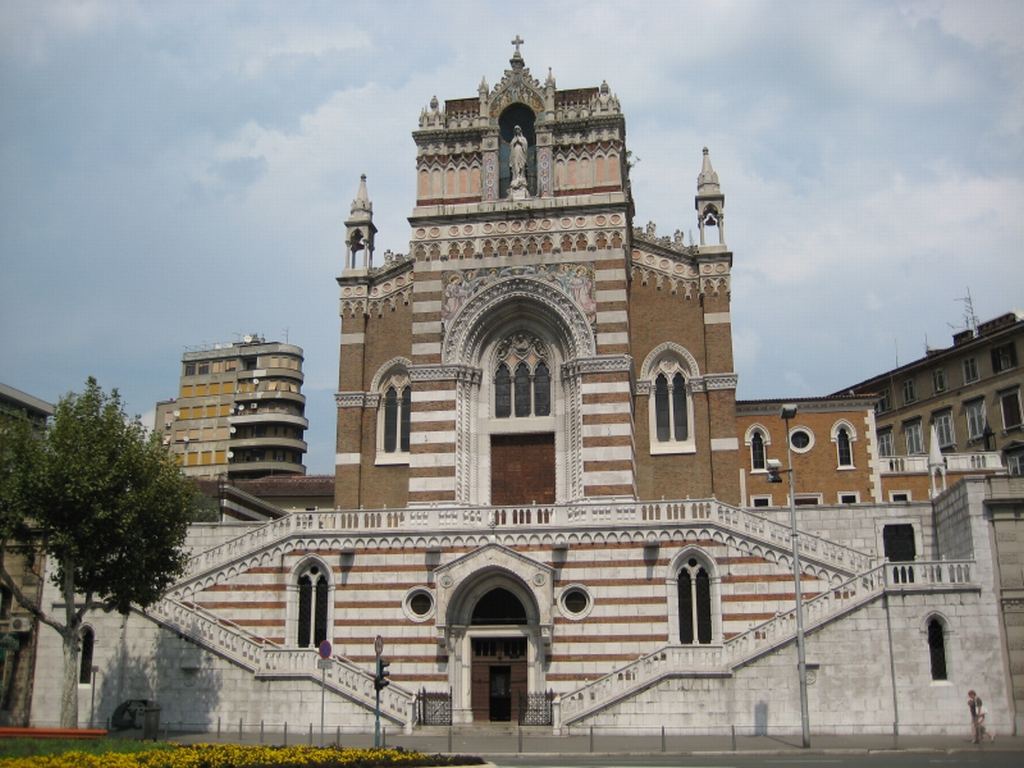
Kapucínus-rendi Lurdi asszonyok temploma

Giacomo Zammattio számos értékes épületet tervezett ebben az időben Fiuméban: a filodráma épülete (Korzó 28.) 1890-ből, ahol a filharmonikusok tartják előadásaikat. Mellette van a Casa Veneziana (Dolac 7.), a Robert Whitehead-emlékház. A Žabica téren található a Ploech-palota, amelyet 1888-ban emelt az osztrák építész, Annibale Ploech. Ezen a téren van ma az autóbusz-állomás is.
Az óvárostól északra fekszik a Pomerio néven ismert utca, amely a Zagrad városrészbe fut. Ebben a városrészben található a Teatro Fenice szecessziós moziépület. 2007-ben emeltek itt egy kereskedelmi központot.
A Korzón a 13-as szám alatt található az 1887–89-ben, neoreneszánsz stílusban épült főposta. Ugyancsak a Korzón található a Vranyczany-palota (1848, Antonio Deseppi). Különböző olasz egyesületek működtek benne 1889-ig, amikor a Narodna Čiatonica vásárolta meg székházának, ettől kezdve a város legfőbb horvát központja. Itt működött Frano Supilo, majd 1928-tól ez lett a Fasiszta Párt székháza. A Rádió (Korzó 24.), az egykori városháza épületében van. Az Ágoston-rendiek kolostorának épült, és 1833-ban vette meg a város, majd 1874-ben Filiberto Bazarig tervei szerint átépíttette.
A Žrtava fašizma utca 7. sz. alatt található a törvényszék. Itt állt a 14. századi fiumei vár, amelynek épületében a 19. században már törvényszék, kaszárnya és börtön működött. A mai épület 1904–1906 között, Czigler Ferenc tervei alapján épült. A magyar időszakban hivatalos nyelve az olasz (és korlátozottan a horvát) volt ugyan, de a jogászok többsége magyar volt. Érdekesség, hogy 1918 és 1924 között, az önálló Fiume korában továbbra is életben maradtak a magyar törvények. Mivel pedig ezek lehetővé tették a válást, amit az olasz jog 1970. december 1-jéig nem ismert el, több olasz férfi is itt vált el törvényesen úgy, hogy előtte felvette a fiumei állampolgárságot. A leghíresebb eset a politológus/szociológus Wilfredo Paretóé, aki újra is nősült a városban.

### Brajda

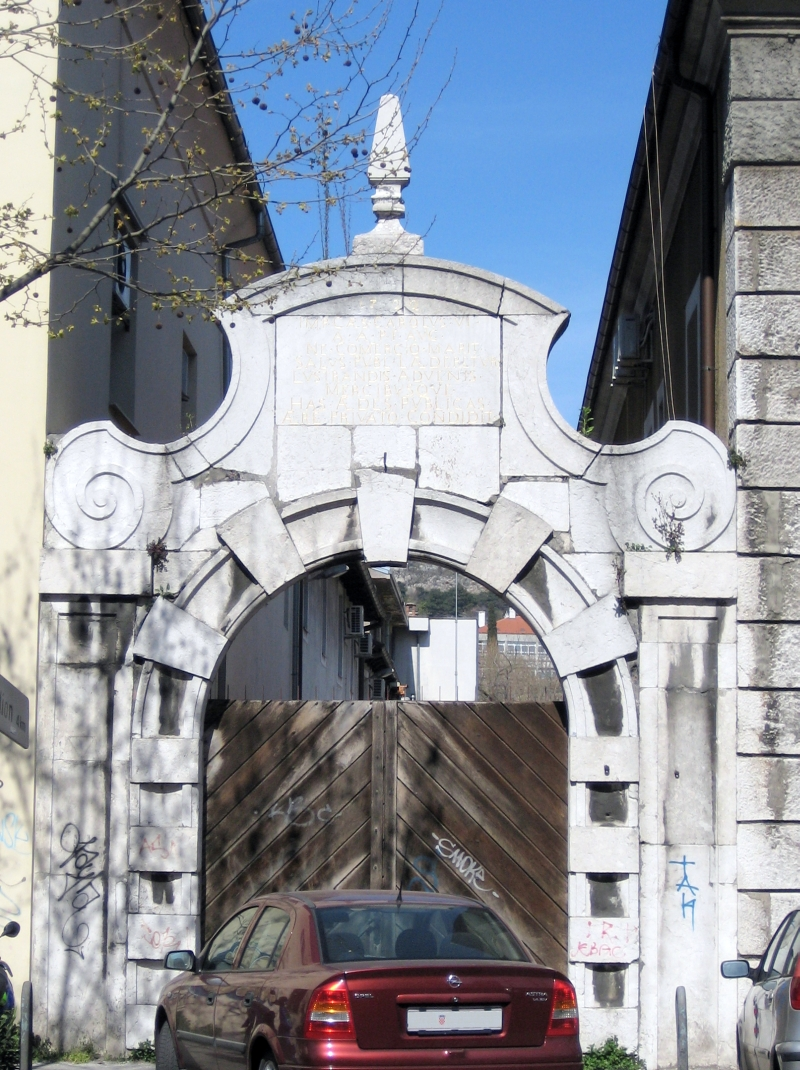
A Lazaret bejárata

Brajda Fiume központjától nyugatra elhelyezkedő városrész, a vasútállomástól északra. A területet a 18. században kezdték el benépesíteni, amikor megépült a cukorgyár. Ma Rikard Benčić-komplexnek hívják a területet. Itt található a Cukorpalota, a cukorgyár központi épülete. Építése 1752-ben fejeződött be, majd 1785–86-ban felújították. A bejáratnál egy kőfej látható.
A palotától nyugatra található a régi fiumei Lazaret. Ez az épület karanténkórház volt, ahova a hazaérkező tengerészeket zárták be megfigyelésre. Barokk stílusban épült, ma is kórháznak ad otthont.
A Brajdán számos szecessziós épület található még a piac környékén. Ezeket az épületeket trieszti építészek tervezték a 20. század elején: a Szt. Miklós-alapítvány tengerészeti háza (Manzonijeva 2.) 1893-ból, a Miculinić-Richtmann-emlékház (Fiorella la Guardije 14.) 1914-ből. Brajda nyugati részében található a szecessziós stílusú Modiani (J. Katalinića 4.), amelyet 1913-ban építettek Mario Ambrosini tervei alapján.

### A Sušak és aTrsat

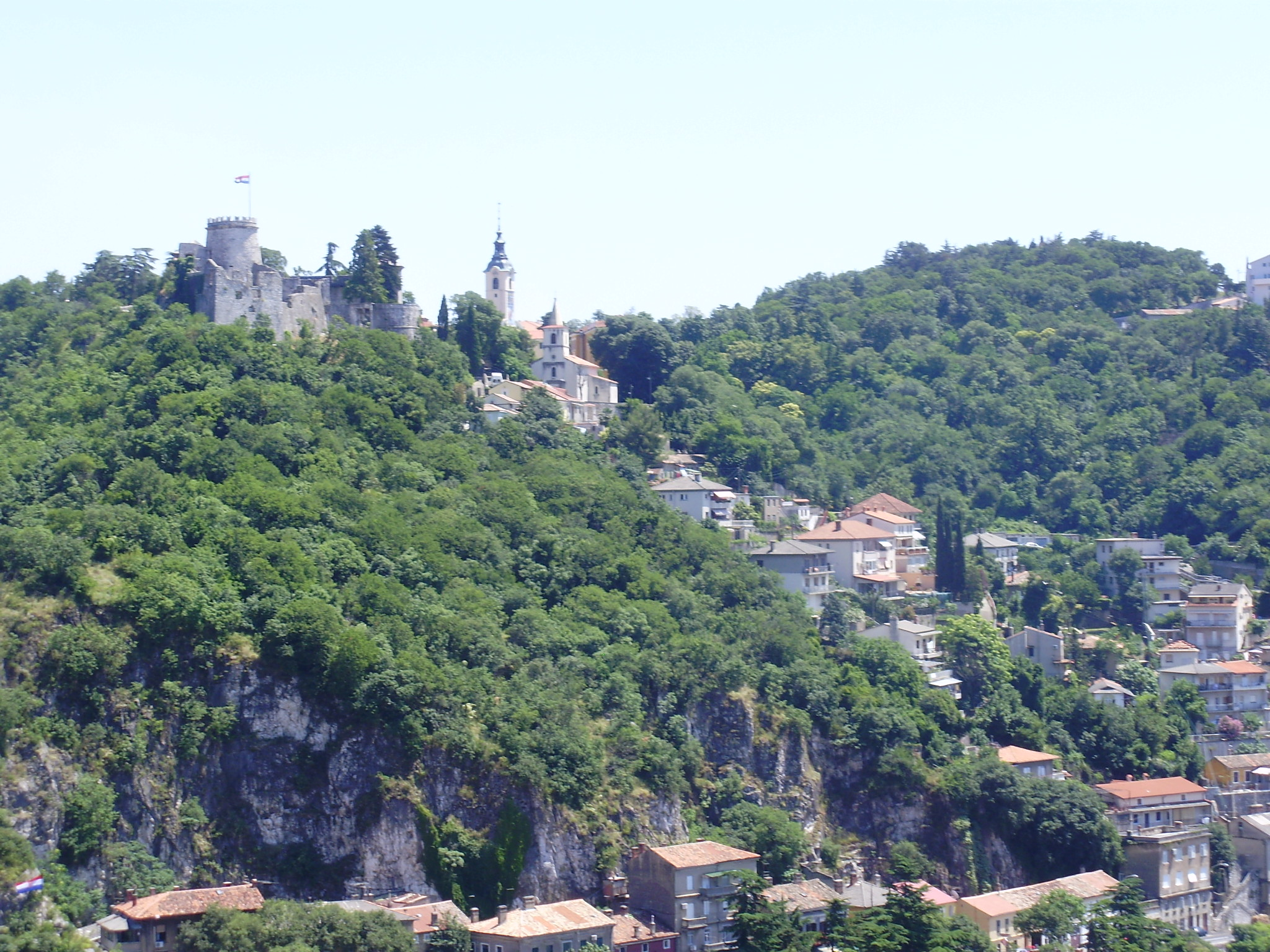
A Trsat

Sušak Fiume keleti felén terül el, a régi Sušak a Recsina közelében volt. A területet a 19. század második felében kezdték el benépesíteni.
Sušak fölött magasodik a Trsat-hegy. Itt áll a Csodatévő Szűzanya temploma, 1531 óta zarándokhely, a hozzá vezető 538 fokból álló tersattói lépcsősort a zarándokok sokszor térden állva teszik meg. A ferences-templomot a legenda szerint 1291-ben angyalok hozták Názáretből ide, majd továbbvitték az itáliai Loretóba. Vigasztalásul V. Orbán pápa a trsatiaknak ajándékozta a Csodatévő Szűzanya freskót, amelynek a Frangepánok 1367-ben építettek templomot, majd hozzá ferences kolostort. Jelenlegi formáját 1827-ben nyerte el. Trsatot már a rómaiak is lakták, ekkor a hegyet Tarsaticának hívták.
A trsati erődöt és a lépcsősort is a Frangepánok építtették a 13. században, itt volt a család temetkezési helye, a legenda szerint az erődben a Bécsújhelyen kivégzett Frangepán Ferenc Kristóf szelleme kísértett, majd 1826-ban a romos erődöt az ír származású Laval Nugent tábornok vette meg és elegáns kastéllyá alakíttatta át.

### Kozala
Kozala városrész legnagyobb látnivalója a temető, amely az A7-es autópálya mellett fekszik. A temetőbe a város előkelőit temették, később bárkit, aki meg tudta váltani a sírt. A temető ökumenikus, tehát keresztény, zsidó és muzulmán sírok is találhatók benne. Ez a második ilyen köztemető Európában, az elsőt Párizsban létesítették.

### Újváros
A Korzótól délre található az újváros, amelyet még a 19. században neveztek el így. Itt található a barokk stílusú szerb ortodox Szt. Miklós-templom, amelyet 1790-re fejeztek be Henck Ignác tervei alapján.

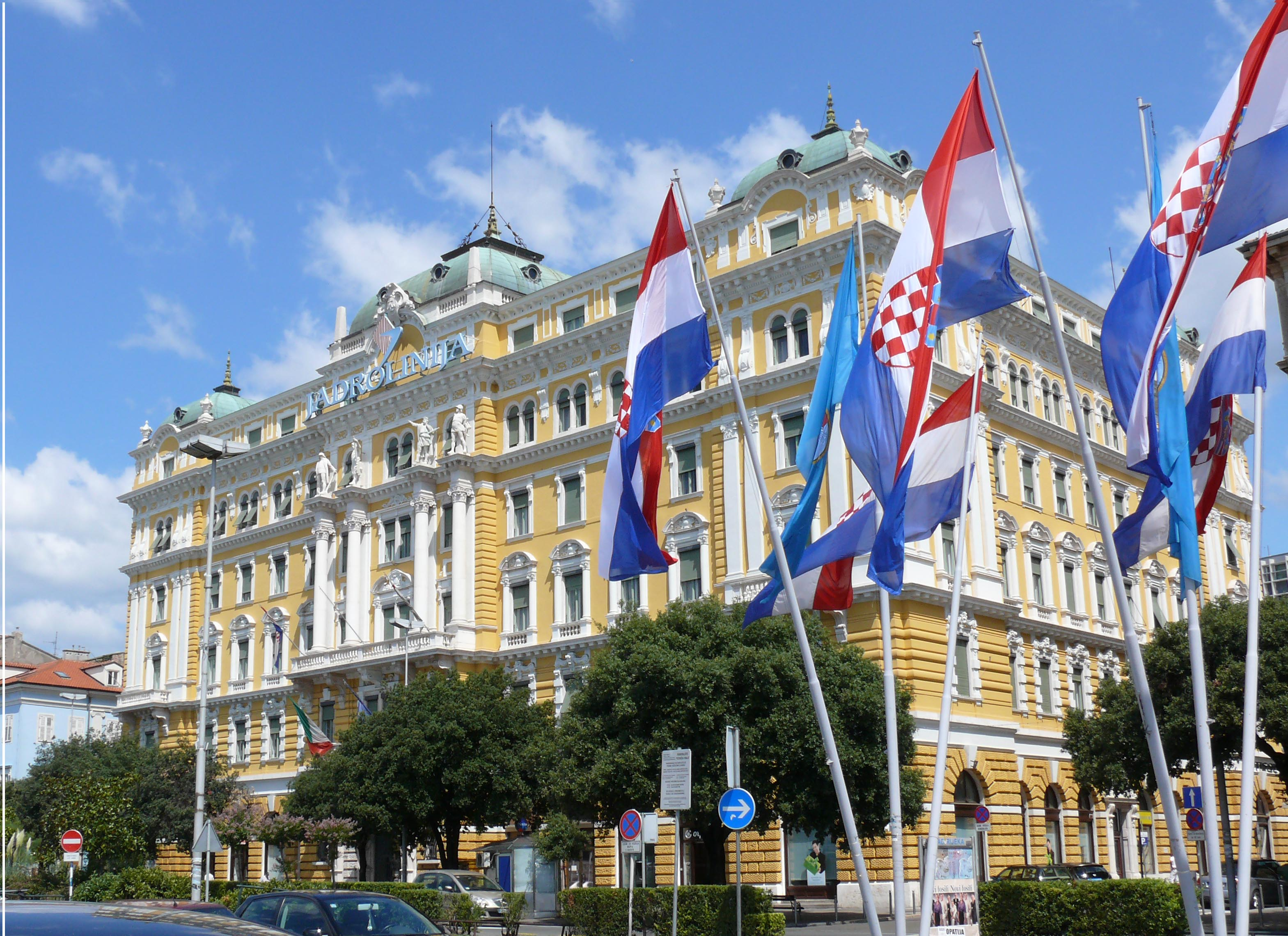
Az Adria-palota

Fiume vasútállomását a Monarchia híres építésze, Pfaff Ferenc tervezte (kétnyelvű emléktábla őrzi a nevét a peronon).
A kikötő a 18. században kezdett el kiépülni. A Riván (a.m. tengerpart, olaszul) számos 19. századi épület van, amelyek korábban kereskedelmi üzleteknek adtak helyet. A legnagyobb épület az Adria-palota, amely a Riva 16-os szám alatt található. Giacomo Zammattio építész tervezte 1897-ben, ma a Jadrolinija épülete. Itt szállásolták el a hajózási társaság kapitányait. Az épületnek nagy kupolája és kőlépcsője van, számos 19. századból való átrium és árkád mellett. Itt működött a leghosszabb ideig megjelent fiumei magyar lap, a Magyar Tengerpart szerkesztősége. Az újság munkatársa volt 1904-ben Somlyó Zoltán.
Az egykori Magyar Királyi Tengerészeti Hatóság épülete a mai Riva 1-es házszám alatt volt található. Az épületet neoreneszánsz stílusban építették 1883–85 között, Hubert József tervei alapján. Itt működött a révkapitányság, a révőrkaszárnya, 1895-ig a tengerészeti akadémia és 1918-ig a fiumei olasz patríciuscsaládból származó Garády Viktor író vezette biológiai állomás (és akvárium), amely főként a halászathoz kapcsolódó kutatásokat végzett.

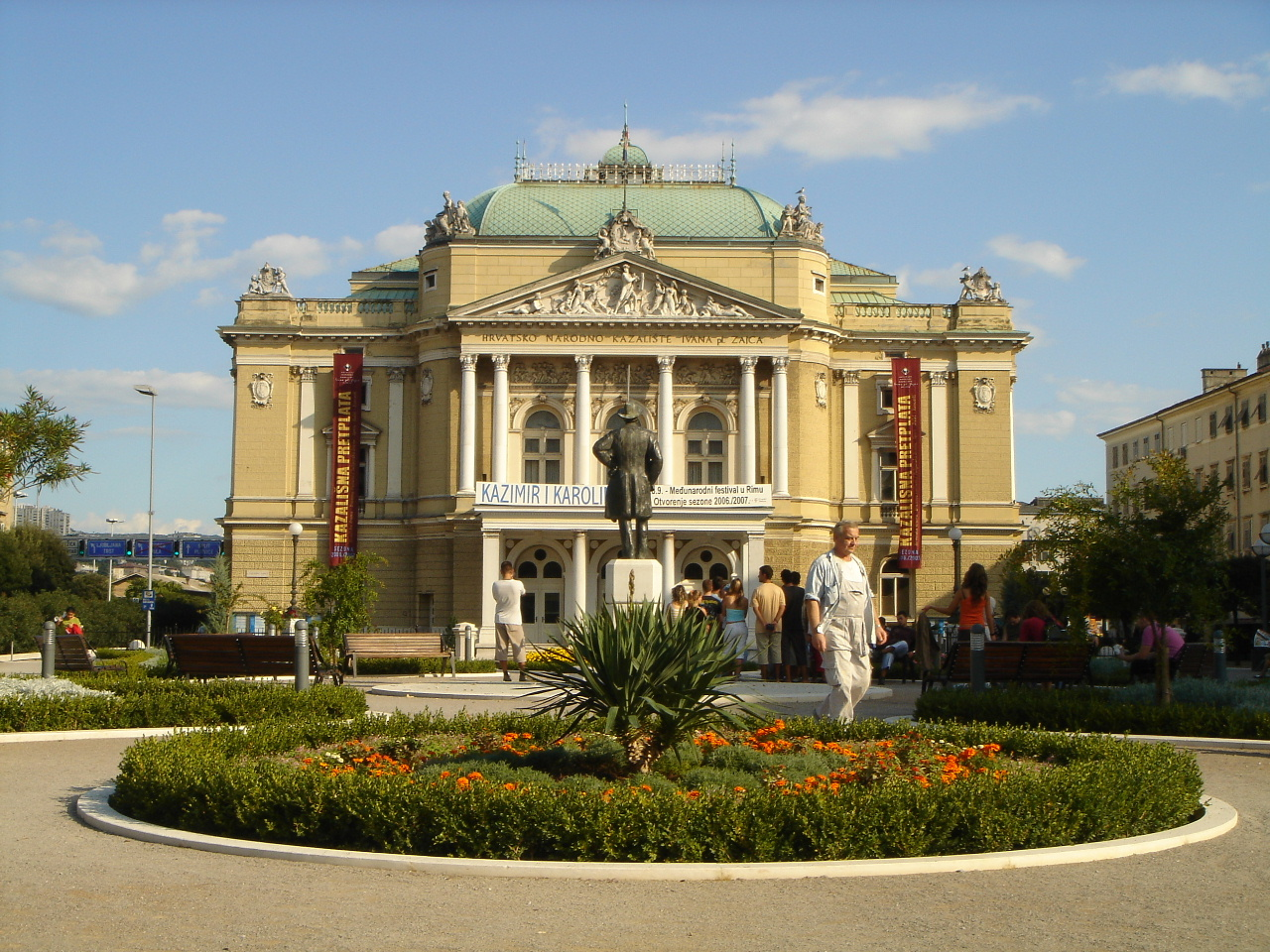
A Horvát Nemzeti Színház, Fiumében

Baccich-ház a Riva Boduli 1. szám alatt található Magyarország tiszteletbeli konzuljának irodája, a falán a Baross Kultúr Kör emléktáblája névadójuk emlékére. Az épülettől nem messze található a Vásárcsarnok (Zagrebačka 17.). Három épületből állt, közülük a halpiacot Carlo Pergoli tervei alapján 1904–14-ben építették.
HNK Ivana pl. Zajc a Horvát Nemzeti Színház helyi épülete a Monarchia „színházépítő cége”, Fellner és Helmer cége tervei alapján, neoreneszánsz–neobarokk stílusban épült. Nézőtere historikus mennyezeti freskóit részben az akkor még ismeretlen fiatal festő, Gustav Klimt festette. 1885-ben Verdi Aidájával és Ponchielli Giocondájával nyitották meg. Olasz nyelvű színház volt, amelyet a város tartott fenn. 1913-ban Giuseppe Verdiről nevezték el.
A Recsina-folyó mellett található a Jellasics-tér (Jelačićev trg). Itt található egykori Vámpalota (Magyar Királyi Pénzügyigazgatóság és adóhivatal, 1872–86) épülete.

### Egyéb látnivalók
A Szent György-templom, 13. századi eredetű, a 18. században átépítették.
Határában a várostól északra állnak Grobnik várának romjai. A várat 1416-tól említik Frangepán Miklós birtokaként.
A városháza 16. századi olasz stílusú épület.
A városkapu a 18. században épült, I. Lipót és III. Károly mellszobra díszíti.
A Városi múzeum a Kormányzói palota parkjában található, 1994-ben alapították. A városban fellelhető történelmi tárgyakat állítják ki: fegyverek, fényképek, műtárgyak.
Az Omladinska 14. szám alatt található az egykori Magyar Királyi Tengerészeti Akadémia (Nautica), amelyet Pecz Samu tervezett, 1902–1903 között építették. Az iskolát magát a 18. század végén alapították, és tengerésztiszteket képzett. Az épületben ma az egyetem filozófiai és pedagógiai kara működik.
Az egykori Kivándorló Szálloda a kikötő nyugati végében található. Zielinski Szilárd tervezte 1905-ben, vasbeton szerkezetű, virágmotívumos díszítésű épület. Eredetileg 160 m hosszúnak, kétemeletesnek épült. Egyszerre 800–1600 főt tudott befogadni, annyit, mint egy óceánjáró hajó. Különböző egészségügyi kiszolgáló egységek és ebédlő is tartozott hozzá, villannyal világították és modern szellőztetést szereltek fel. Az 1920-as években vásárokat rendeztek benne, a II. világháborúban egy része elpusztult, azután üzemek működtek benne. Az 1910-es évben 37 555-en vándoroltak ki Fiumén keresztül Amerikába.

## Kultúra
A város kultúrájának fontos elemei a különböző stílusú színházak: nemzeti színház, bábszínház, drámaszínház.
A városi bábszínház fő feladata, hogy megismertesse a megye lakosságával és a turistákkal a helyi és a külföldi bábműveket.
A Drago Gervais irodalmi-díjat a híres irodalmárról nevezték el. 1961-ben adták ki először, és 1974 óta, minden második évben ítélik oda. Olyan szerzők kaphatják meg, akik sokat tettek a környék irodalmának fejlődéséért.
2007-ben új programot találtak ki a turisták számára: turistabuszt, amely a város kulturális nevezetességeit mutatja be. A buszon több nyelven, horvátul, olaszul, németül, angolul, franciául, oroszul, spanyolul és magyarul tolmácsolják a látnivalókat.

### Fesztiválok

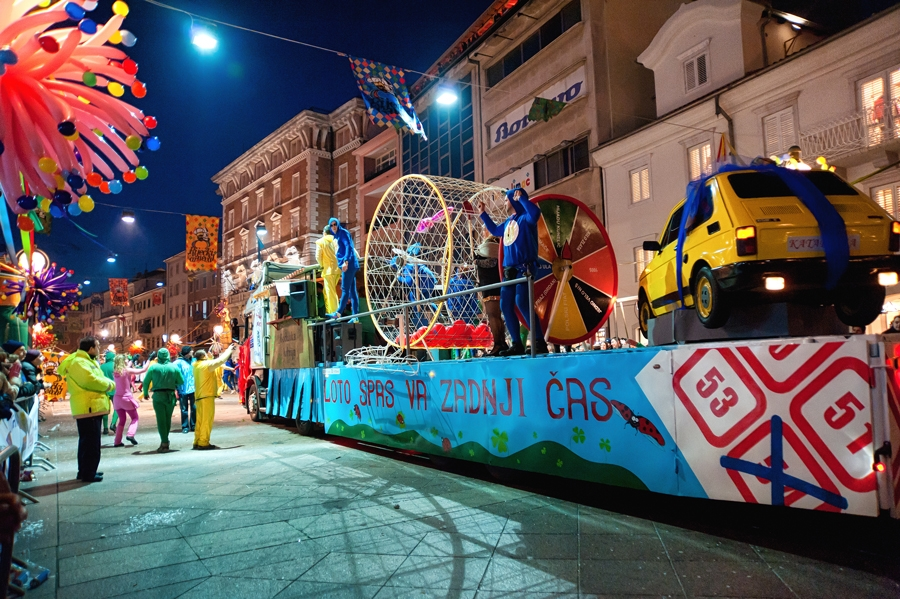
2010-es Fiumei Karnevál

A városban számos kulturális programot rendeznek. Ezek közül a két legkiemelkedőbb a városi karnevál és a Fiumei Nyári Éjszakák.
A Fiumei Nyári Éjszakák a legfontosabb kulturális program a városban, amelyet júniusban és júliusban rendeznek meg a város különböző helyszínein. A program által szeretnék megismertetni az emberekkel a város építészeti örökségeit, és ezt különböző zenei produkciókkal, színházi darabokkal is próbálják bemutatni.
A Fiumei Karnevál egy hagyományos tavaszi karnevál. Ezt korábban a magyar, osztrák, német, orosz nemesek szervezték maguknak a 19. században, ma Európa nagy karneváljai közé sorolják. 2001-ben 72 gyermek és 144 felnőtt csapat vonult fel a 110 ezres közönség előtt.
KRAF – Kvarneri amatőr filmszemle. 1969 óta rendezik meg, hazai és külföldi filmek versengenek egymással. Külföldről eddig Közép-Európából, a Balkánról és Amerikából érkeztek filmek, témájuk a szabadság, amit 30 percbe kell sűríteni.
A Nyár a várban című zenei–színházi programot Trsat városrészben a Bašćinski glasi Kulturális Egyesület rendezi meg 2006 óta, és horvát cégek a szponzorai. A rendezvénysorozaton 800 előadó lép fel.
A Jazz Time-fesztivál program a helyi dzsessz kedvelőket gyűjti egybe. Nagy segítség ez a kedvelőinek, hisz olyan feltörekvő zenészeket ismerhetünk meg, mint például Elvis Stanić.

## Oktatás
A Pehlini Általános Iskolába 504 fő járt a 2008/2009-es tanévben. Az iskola ebben a tanévben indította el az egész napos oktatási programot is, amelynek keretében 18 diák egész nap az iskolában van, délelőtt oktatást, délután foglalkozásokat tartanak.
A Pećine Általános Iskola 2005 óta vesz részt az UNICEF „Biztonságos és barátságos környezet az iskolákban” programban. A program célja, hogy megszüntessék a gyermekek közti erőszakot. Ez az iskolának 2006-ban sikerült, ekkor kapta az „Iskola Erőszak Nélkül” címet.
Az Első Fiumei Horvát Gimnázium a város első középiskolája, amelyet a jezsuiták alapítottak 1627-ben. 1867-ben magyar agitátorok megszüntették a horvát nyelvű oktatást, ami a diákok ellenérzését váltotta ki. 1881-ben el is költöztették az iskolát. Az oktatás csak a második világháború után folytatódott ebben az intézményben.
A Fiumei Olasz Szakközépiskolát 1888-ban alapították, amelynek célja ma is a fiumei olaszok anyanyelvű oktatása.
Az Ipari Iskola egy 1923-ban alapított olasz nyelvű iskola volt. Az épület maga 1900-ban épült egy magyar általános iskola részére. A második világháború alatt és után nem működött, csak 1958-ban nyitotta meg újra a kapuit.
A Fiumei Egyetemre összesen 18 264 fő járt a 2008/2009-es tanévben, ebből 7199 férfi és 11 065 nő. Több nemzetközi szervezetnek is tagja: EUA – Európai Egyetemek Társasága, CEI – Közép-európai Egyetemek hálózatának Kezdeményezése, Adriai-Jóni-medence Egyetemeinek Hálózata.
A Fiumei Egyetem karai: 
- Művészeti Kar
- Fiumei Teológia
- Orvostudományi Kar
- Tengerészeti Kar
- Műszaki Kar
- Építészeti Kar
- Jogi Kar
- Filozófiai Kar
- Közgazdaságtudományi Kar
- Tanárképző

## Közlekedés

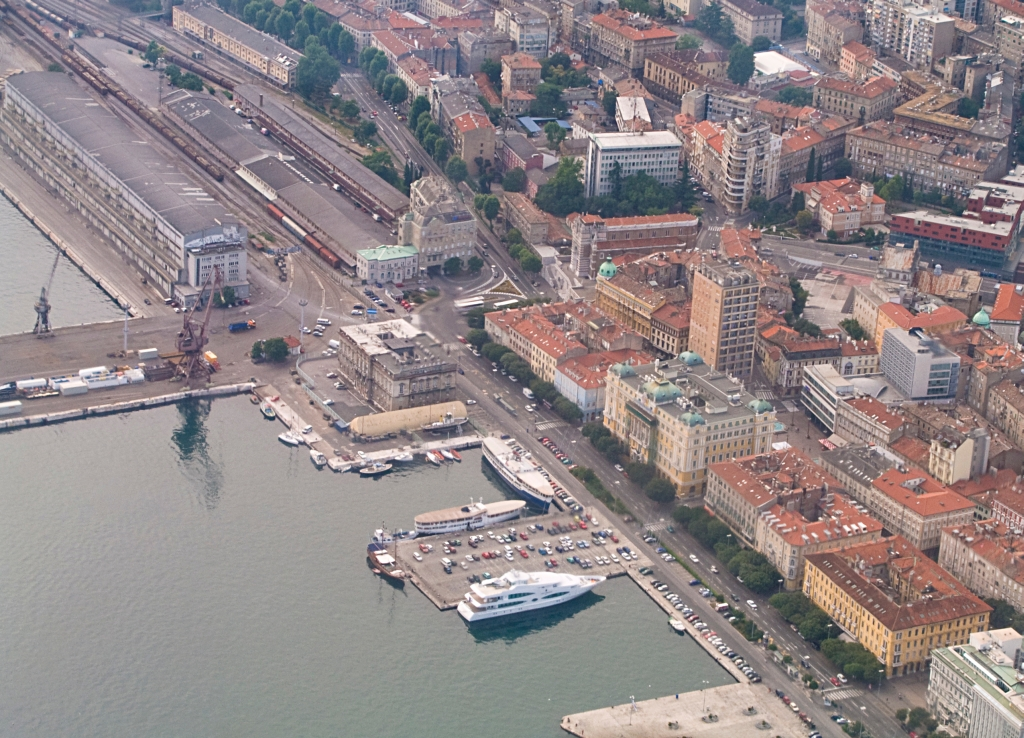
Fiume kikötője és főpályaudvara

Fiume Horvátország legnagyobb és legfontosabb tengeri kikötője, ahova 2007-ben 13 millió tonna szállítmány futott be.
A térség autóútjai megfelelőek. 2004-ben fejeződött be az A7-es autópálya építése, amely a szlovén határig tart. 2008-ra elkészült az A6-os autópálya, amely Zágráb és Fiume között fut, és ugyanebben az évben fejezték be várost elkerülő utat. Az A7-es autópályáig Fiume keleti bekötésére 404-es számon új autóút épült 1300 m hosszú alagúttal és kikötői felüljáró-rendszerrel.
Fiuménak 1970 óta van repülőtere, Krk szigetén. 2005-ben 130 ezer, 2008-ban már 250 ezer utas fordult meg rajta.

### Vasút
Stratégiai közlekedési csomópont a horvát vasúti közlekedés centruma helyezkedik itt és Fiumét vasútvonal köti össze Zágrábbal, Ljubljanával és Trieszttel is.
Történetét tekintve a kiegyezés után megindult a térség vasúti fejlesztése is. 1871–72-ben a tengerpart feltöltésével építették meg az új főpályaudvart. 1874-ben készült el és nyílt meg a Károlyváros–Fiume vasútvonala. A pályaudvar épületét 1891-ben Pfaff Ferenc tervezte, tiszteletére 2001-ben a pályaudvaron emléktáblát helyezett el a Magyar Közlekedési Közművelődésért Közalapítvány. Ide érkezett meg Esti Kornél (a Csók című novellában?). A pályaudvar előtt egy 1914-ben, a Magyar Királyi Állami Vasgyárakban készült mozdonyt helyeztek el. Ez a vasútállomás volt a Déli Vasút végpontja. 1880-ban a MÁV megvásárolta a vonalat, amely 1918-ig a tulajdonában volt.

### Közösségi közlekedés
1899-től villamos járta a város utcáit egészen 1952-ig. A város közösségi közlekedését ma a KD Autotrolej d.o.o cég autóbuszai biztosítják. A céget 1951-ben alapították, amikor trolibuszokat állítottak üzembe, majd ezeket 1970-ig kivonták a forgalomból, azóta csak autóbuszok szállítják az utasokat. Ez jelentős visszalépés a környezetvédelem szempontjából, bár a buszok márkája Man és Mercedes. A városban 18 autóbuszvonal van.

### Légi közlekedés
A város repülőtere a Fiumei repülőtér.

## Sportélete

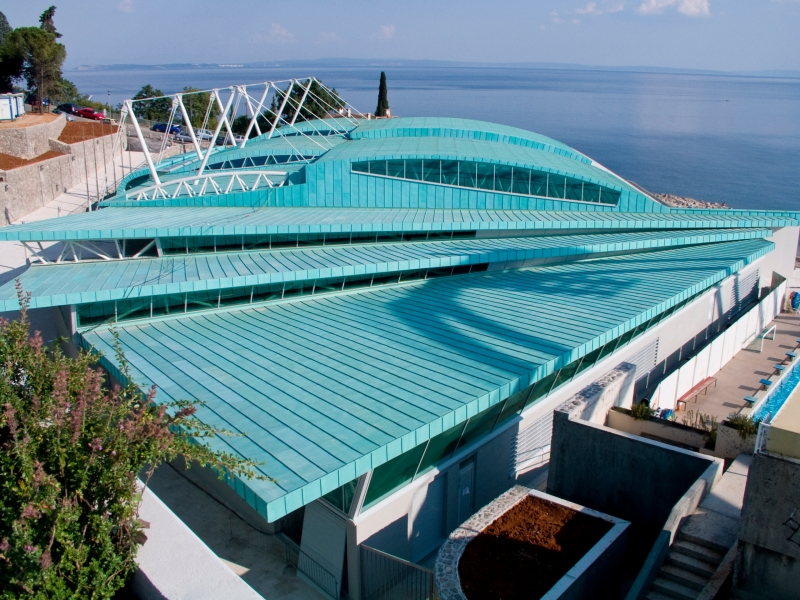
Új uszoda Kantridán

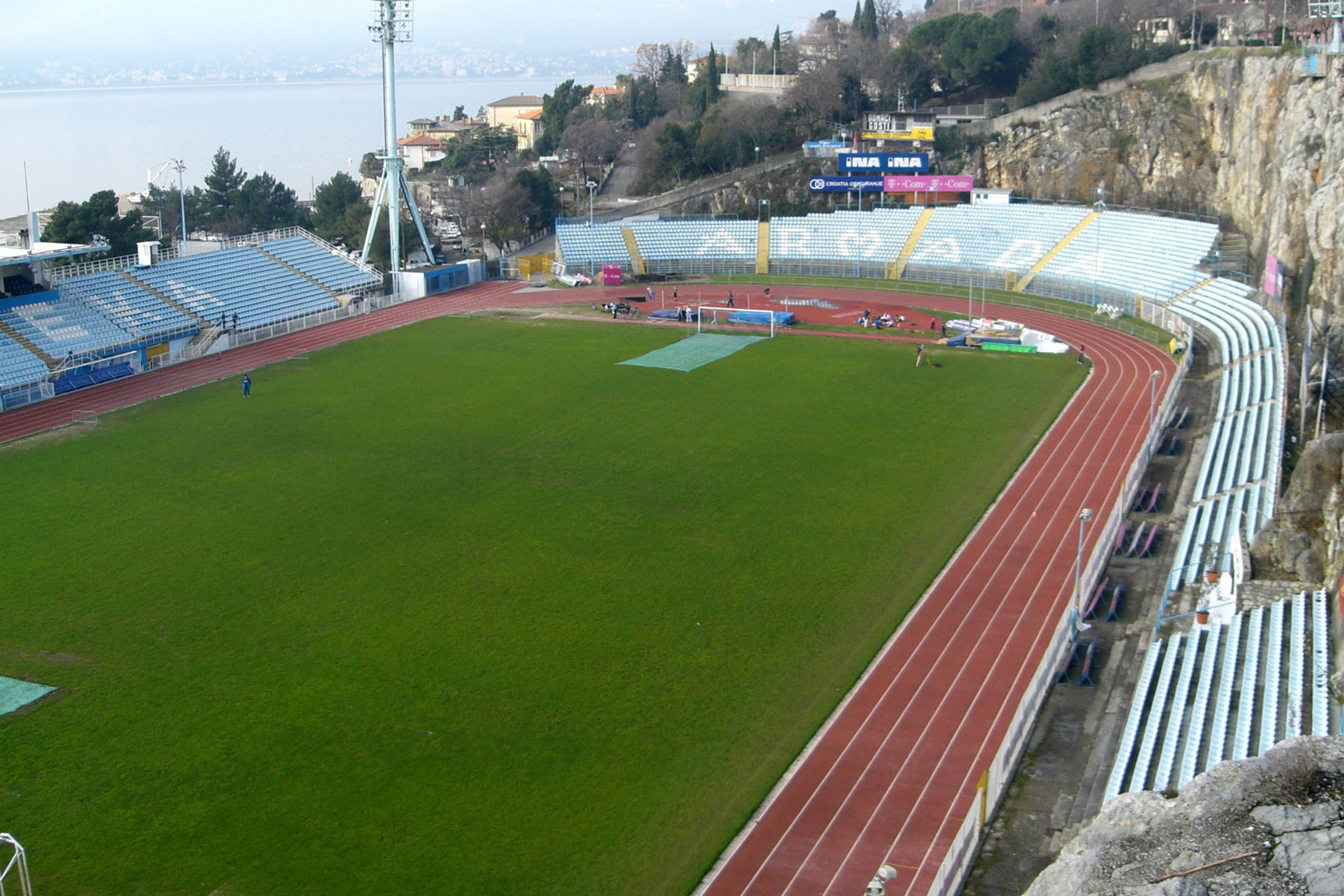
Stadion Kantridán

A városban 297 ezer m² területen helyezkednek el sportlétesítmények, ebből 23 ezer m² a fedett objektum. 38 sportegyesület működik.
Fiume legismertebb sportegyesülete a HNK Rijeka, amely az első osztályban játszó labdarúgó-egyesület. A csapat többször megnyerte a horvát ill. jugoszláv kupát. A legismertebb vízisportklub a Primorje Úszóegyesület. Az úszókon és szinkronúszókon kívül vízilabdacsapatuk is van. A klub több olyan sportolót is kinevelt, akik Európa- és világbajnokságokon érmet nyertek.
Autómotor-sportra is alkalmas a város. Itt épült Horvátország egyik olyan pályája, ahol nemzetközi versenyeket is lehet rendezni.
Az első nemzetközi labdarúgó mérkőzést Horvátországban, Fiuméban rendezték meg, 1905-ben. A meccs az Atletico Fiumano és a SS Slavonia között zajlott.
A pekingi olimpián a fiumei Sjnežana Pejčić a légpuska 10 méteres versenyszámában bronzérmet nyert.

## Híres személyek

### A város szülöttei
- Bardarini József (1708. október 8.) jezsuita szerzetes
- Adamich András Lajos (1766. november 29.) országgyűlési képviselő, író.
- Vukovics Sebő (1811. július 20.) Temes vármegye alispánja. 1848–1849-ben a Délvidék kormánybiztosa, igazságügyminiszter, országgyűlési képviselő.
- Giovanni Luppis (1813. augusztus 27.) az első önálló hajtású torpedó feltalálója.
- Ivan Zajc (1832), zeneszerző, karmester.
- Wartha Vince (1844. július 17.) kémikus, az MTA tagja.
- Zambra Alajos (1886. február 7.) irodalomtörténész, egyetemi tanár.
- Neményi Pál (1895. június 5.) fizikus, Bobby Fischer sakkvilágbajnok édesapja.
- Ödön von Horváth (1901. december 9.) osztrák drámaíró, elbeszélő.
- Berzsenyi Ralph (1909. február 26.) olimpiai ezüstérmes sportlövő.
- Kutasi György (1910. szeptember 16.) olimpiai bajnok vízilabdázó.
- Lénárd Ferenc (1911. október 1.) pszichológus.
- Kádár János (1912. május 16.) kommunista politikus, miniszterelnök, pártfőtitkár.
- Vásárhelyi Miklós (1917. október 9.) újságíró.
- Arianna Szörényi (1933. április 18.) írónő.
- Csíkszentmihályi Mihály, (1934. szeptember 29.) a flow pszichológiai jelenség elméletének megfogalmazója. Pedagógus, egyetemi tanár, az MTA külső tagja, szakterülete a fejlődés- és neveléslélektan valamint a kreativitás- és tehetségkutatás.
- Damir Matovinović, (1940. április 6.) labdarúgó-játékvezető.
- Mirza Džomba (1977. február 28.) horvát válogatott kézilabdázó, a MKB Veszprém korábbi játékosa.
- Snježana Pejčić (1982. július 13.), sportlövő
- Romolo Venucci (1903. február 4. – 1976. augusztus 3.) apai ágon magyar származású olasz festőművész.

### Itt hunytak el
- Berghoffer József (1859-1896) főgimnáziumi igazgató.

## Testvérvárosai
Fiume testvérvárosainak listája
| - Linz, Ausztria, 1966/1968 - Alexandria, Egyiptom, 1971 - Rostock, Németország, 1974/2002 - Kavaszaki, Japán, 1980/1999 - Faenza, Olaszország, 1983 - Gdynia, Lengyelország, 1984 - Jalta, Ukrajna, 1987 | - Neuss, Németország, 1991 - Loreto (Olaszország), Olaszország, 1991 - Csepel (Budapest), Magyarország, 1997 - Csingtao, Kína, 1999 - Ljubljana, Szlovénia, 2000 - Este, Olaszország, 2004 - Genova, Olaszország, 2004 |

## Galéria

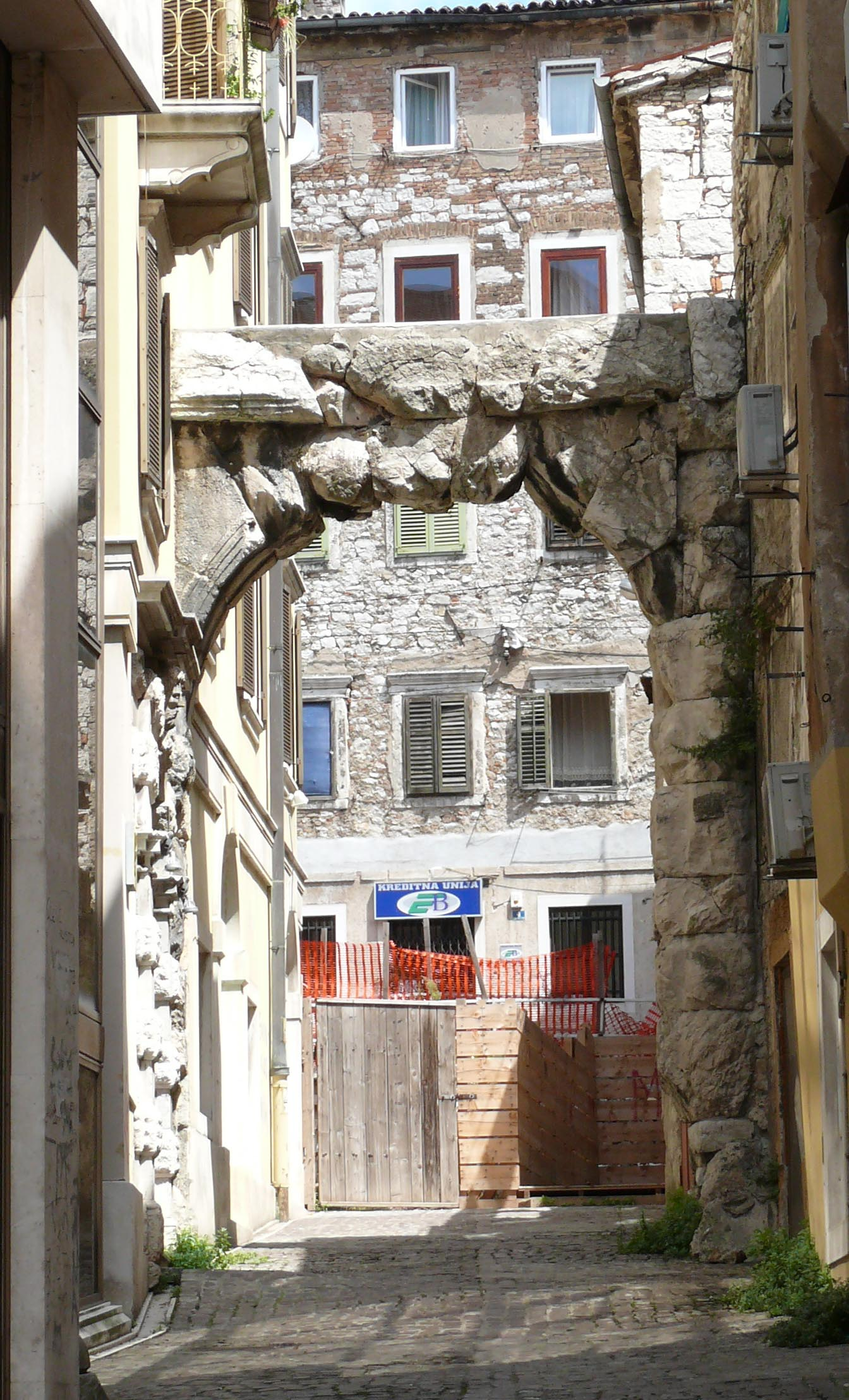
A római kapu
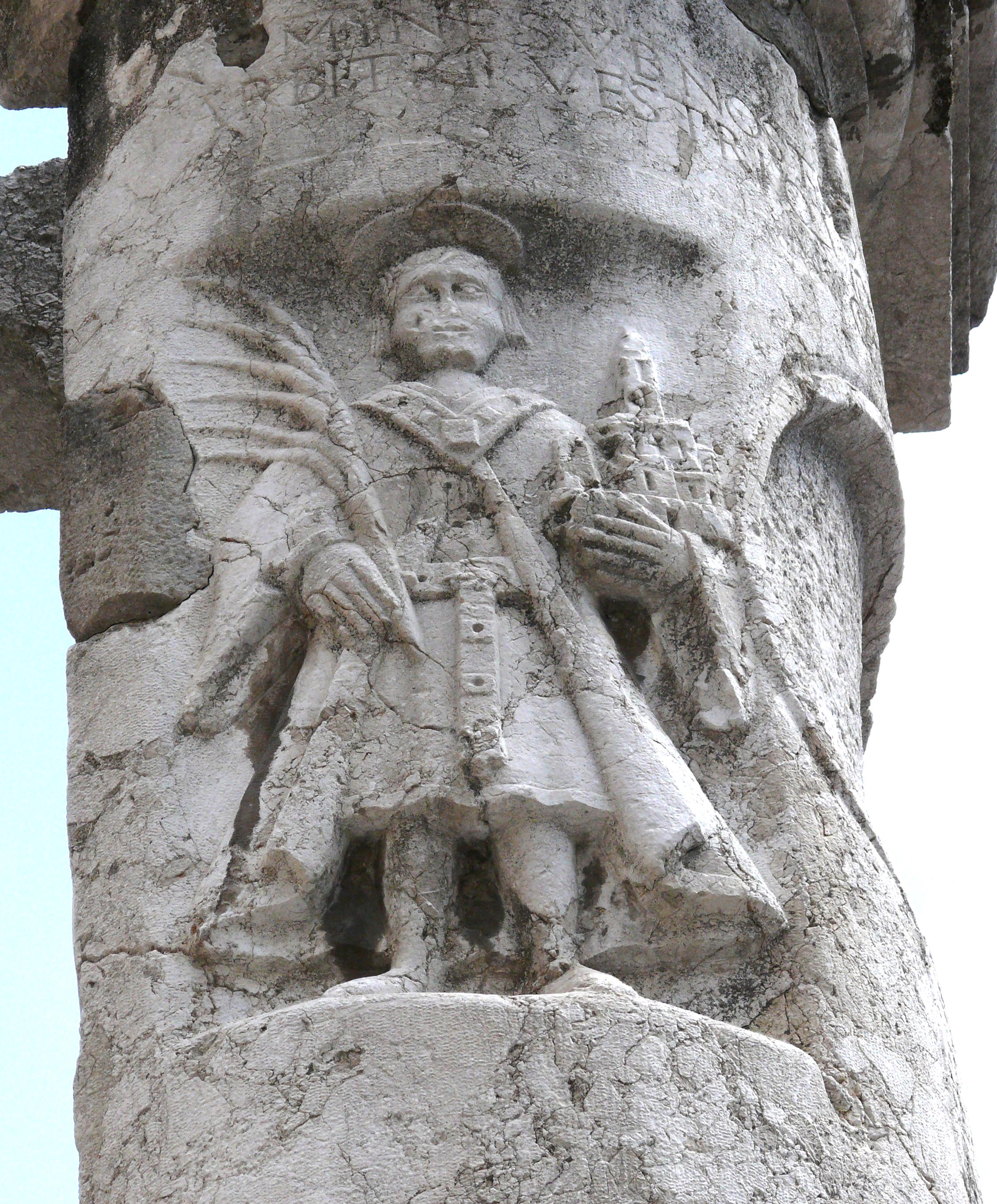
Szent Vitus, a város védőszentje, kőoszlopon
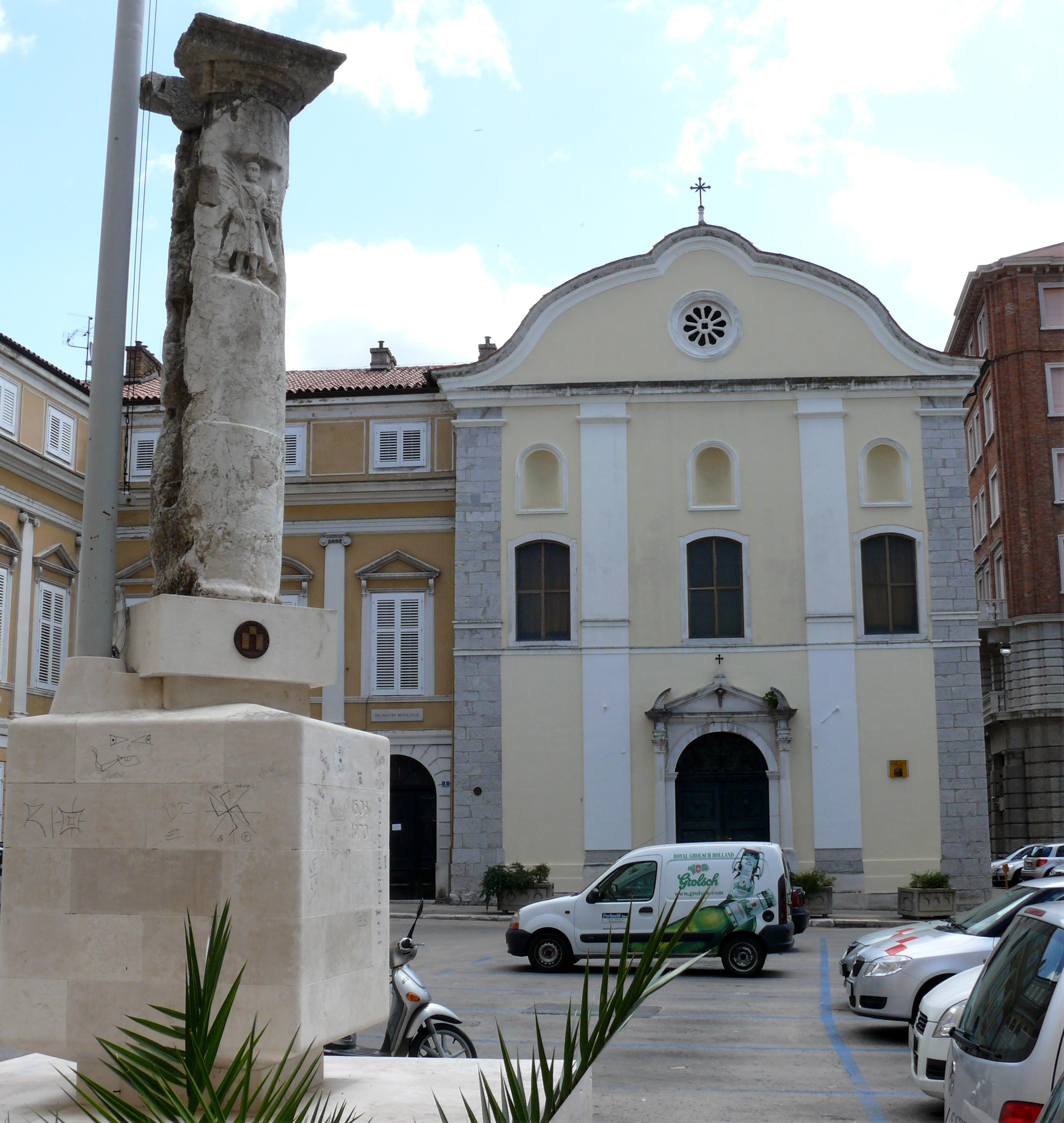
A Szent Vitus-oszlop, háttérben a Szent Jeromos-templom
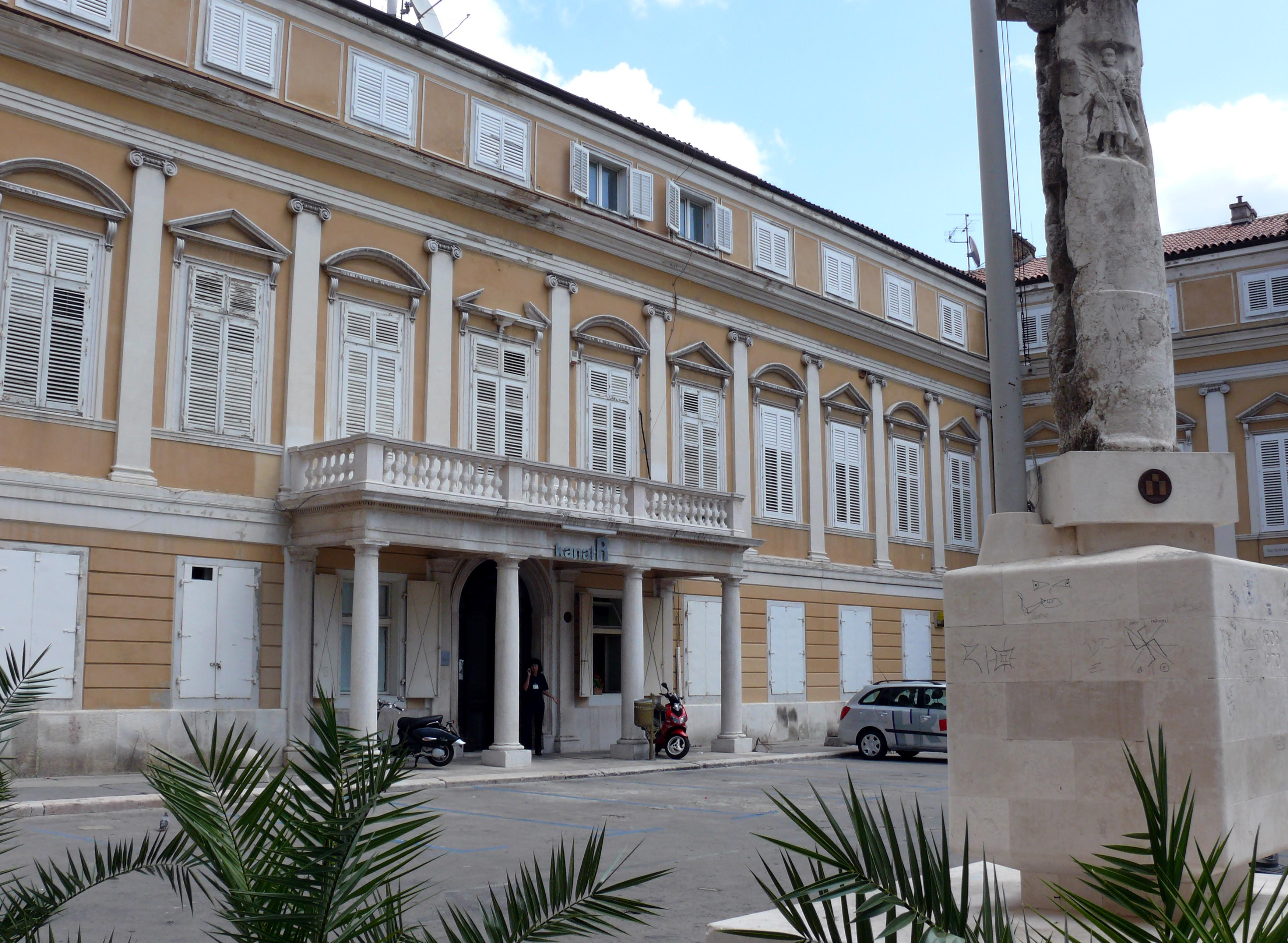
A Városháza, volt Ágoston-rendi kolostor
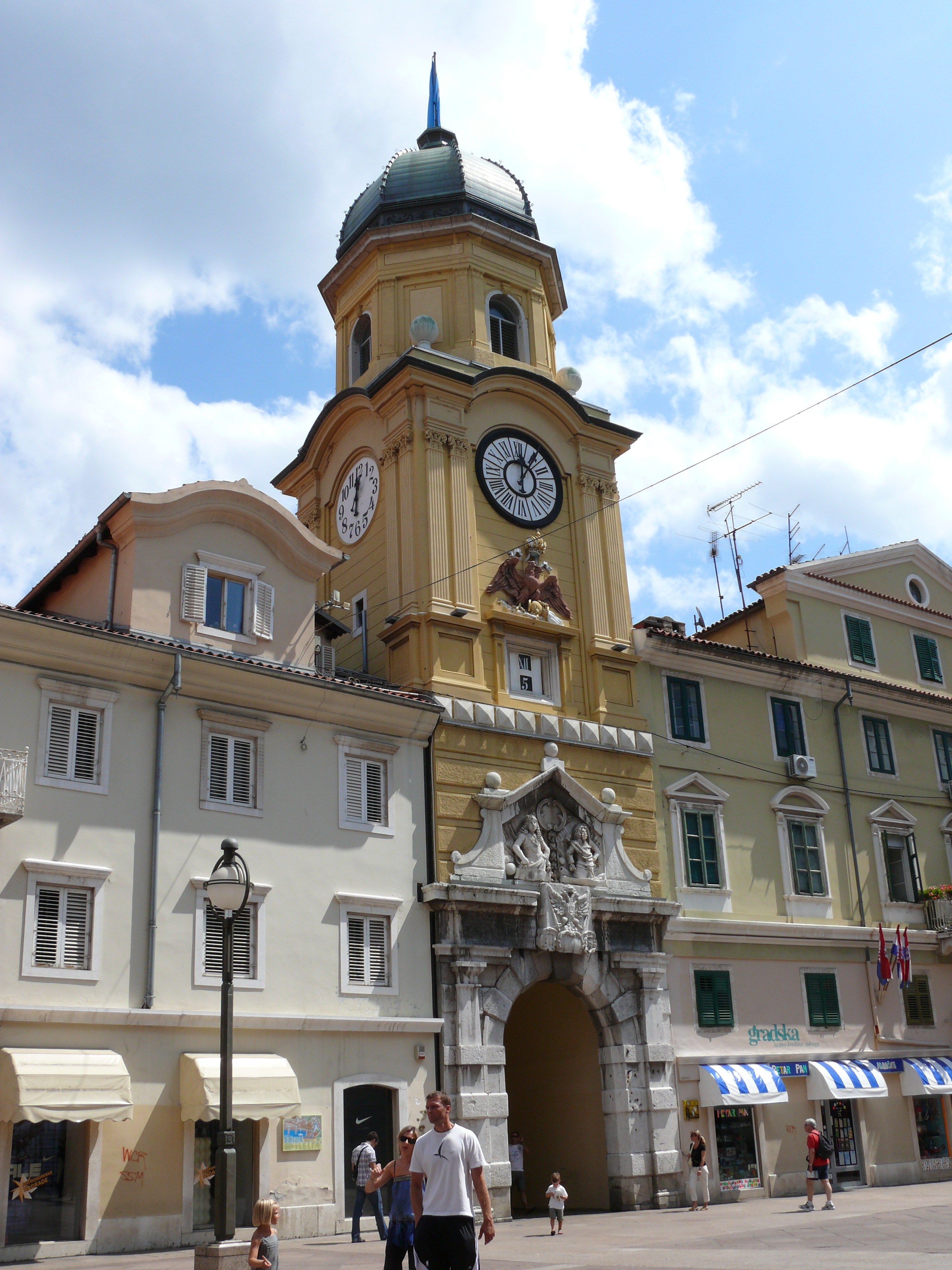
A várostorony
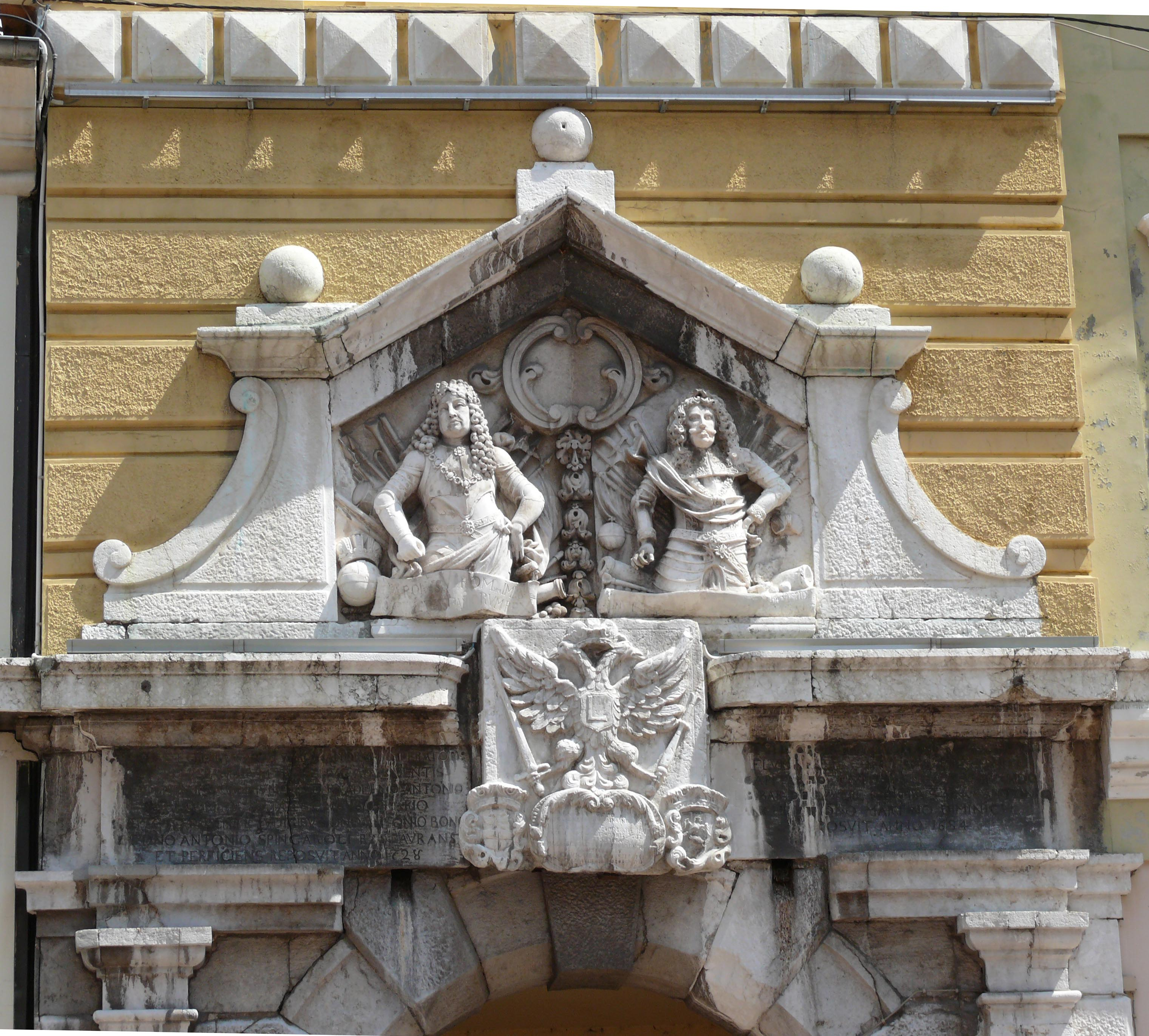
A város régi címere a várostornyon
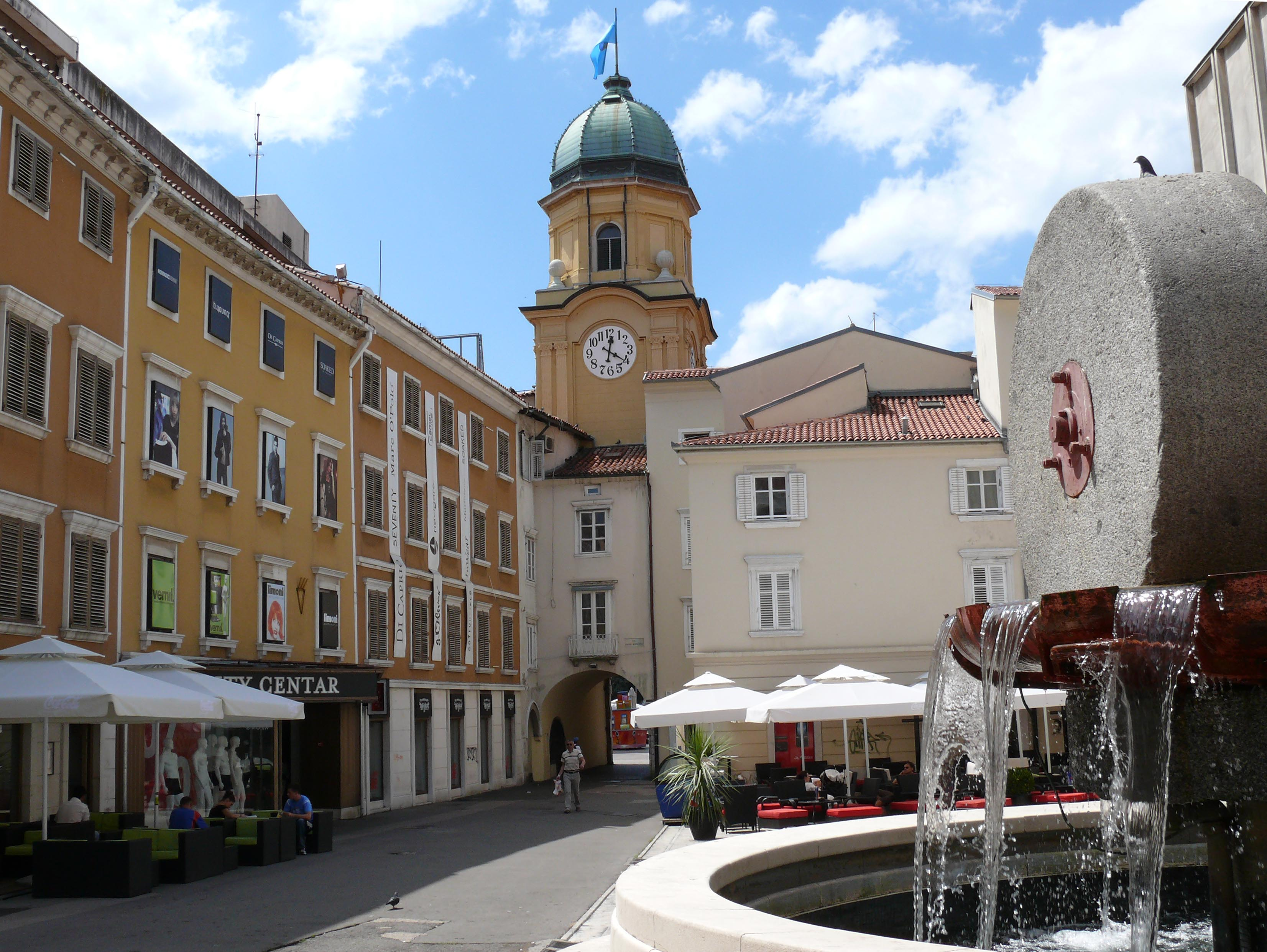
A várostorony és környezete
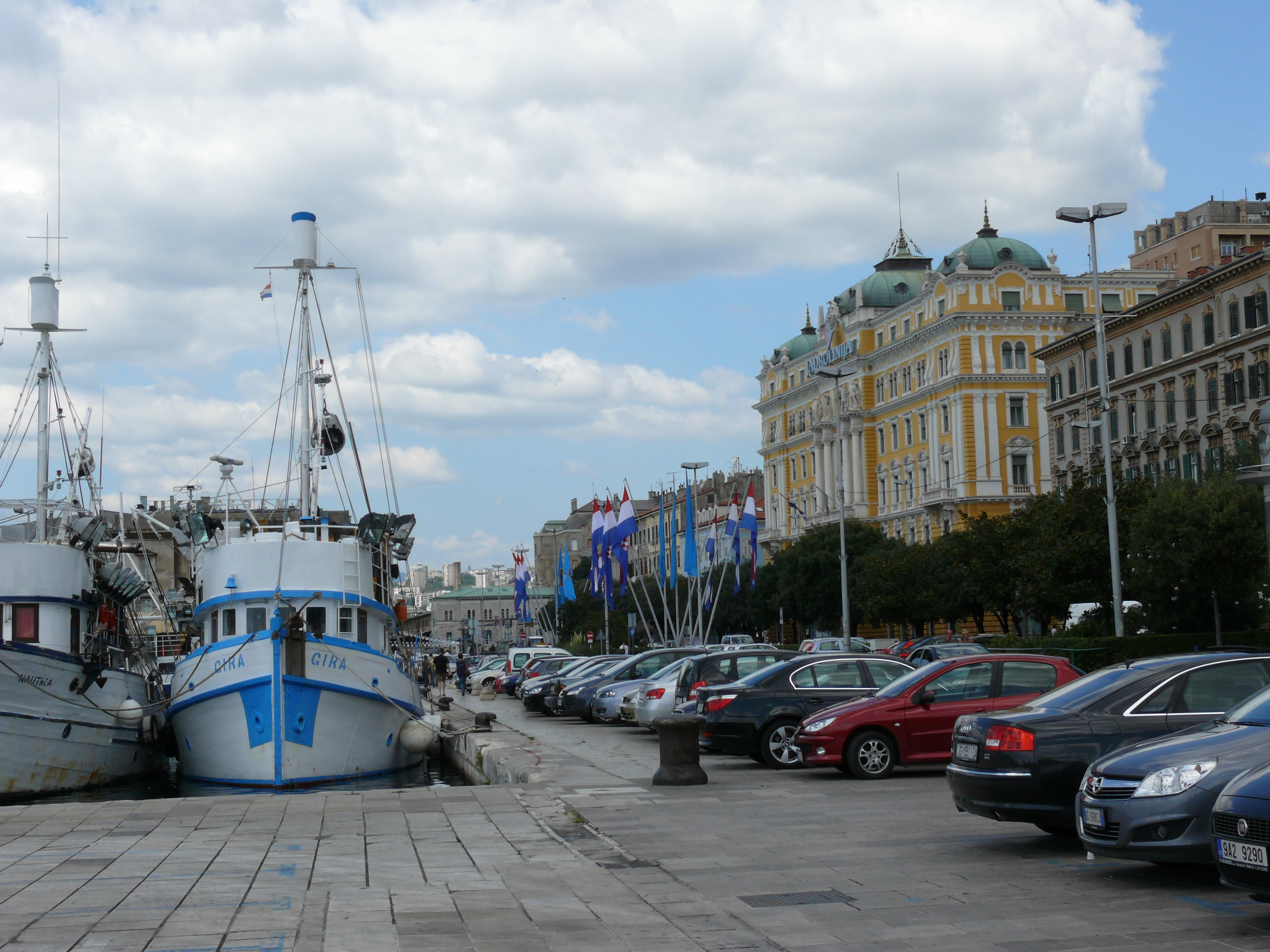
A kikötői parkoló, háttérben az Adria-palota
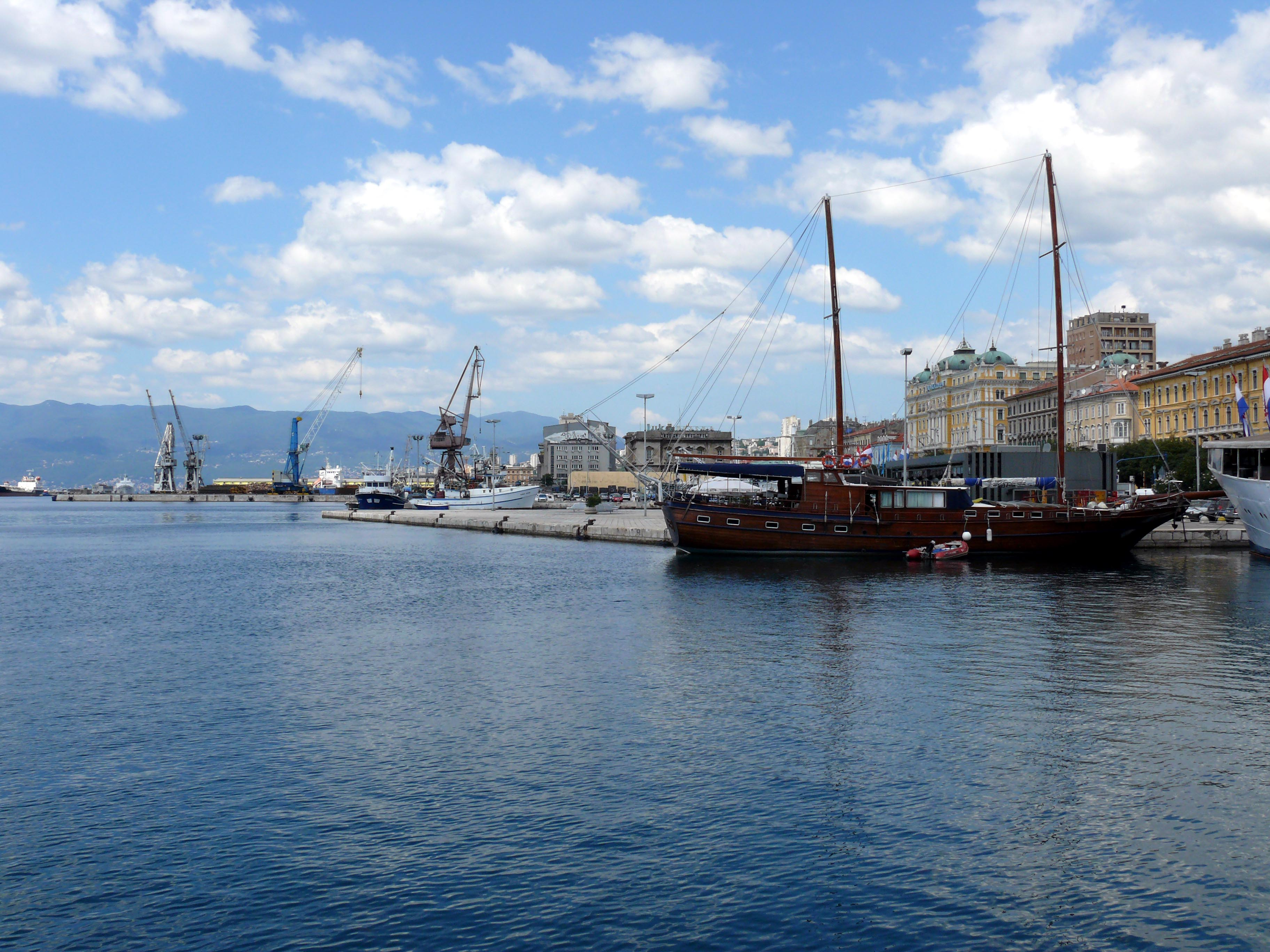
A kikötő
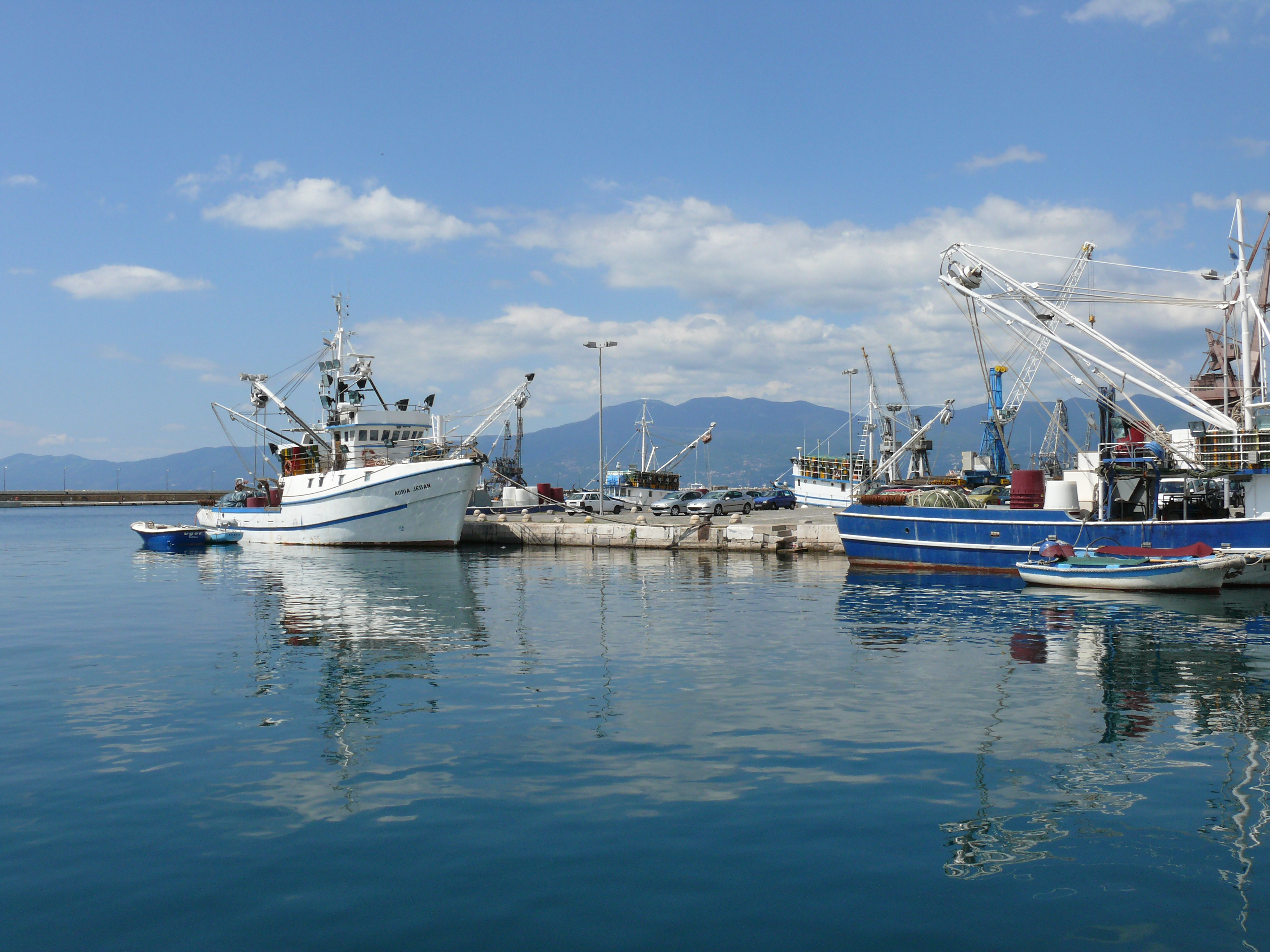
kikötő 2.
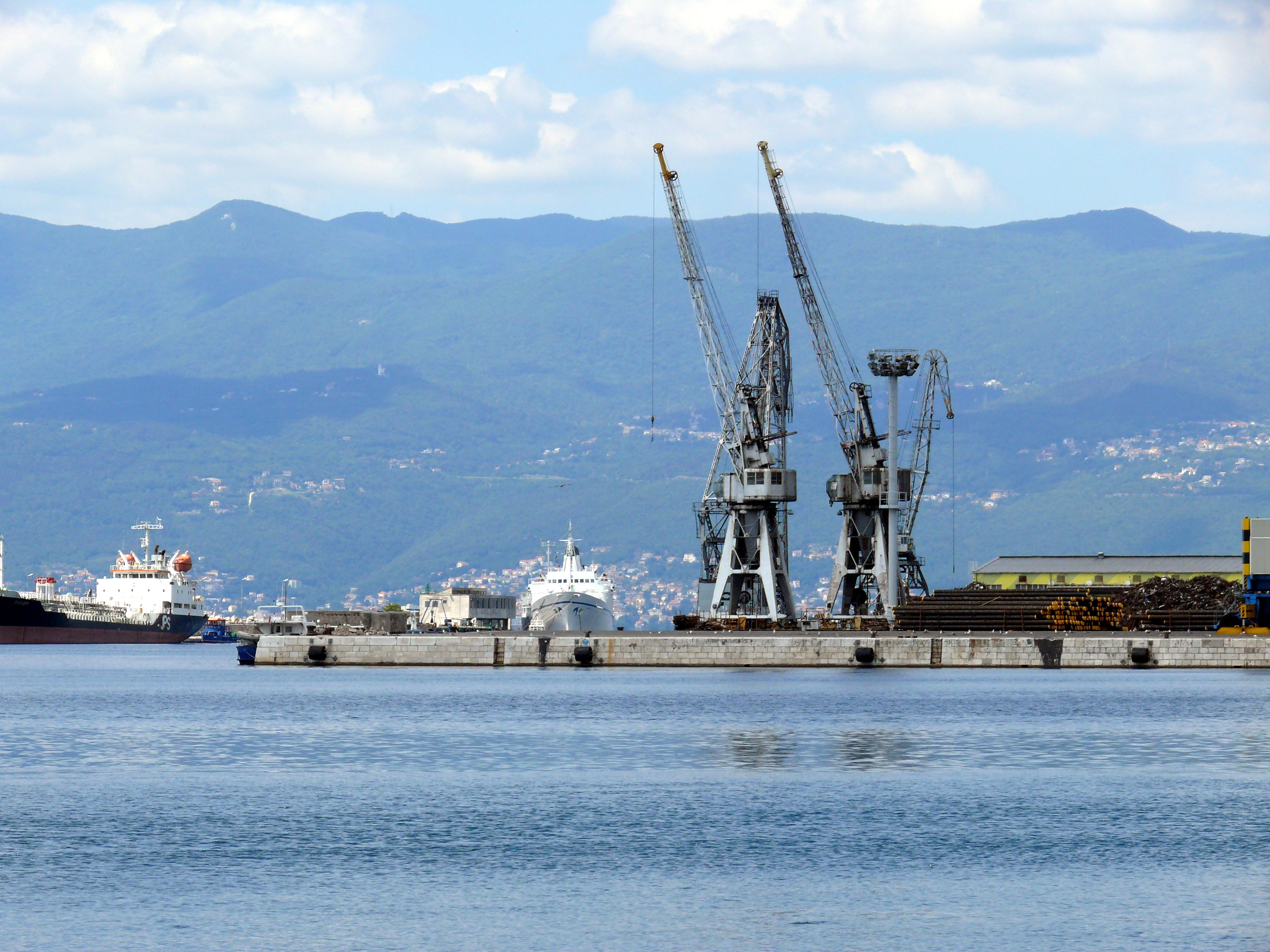
kikötő 3.
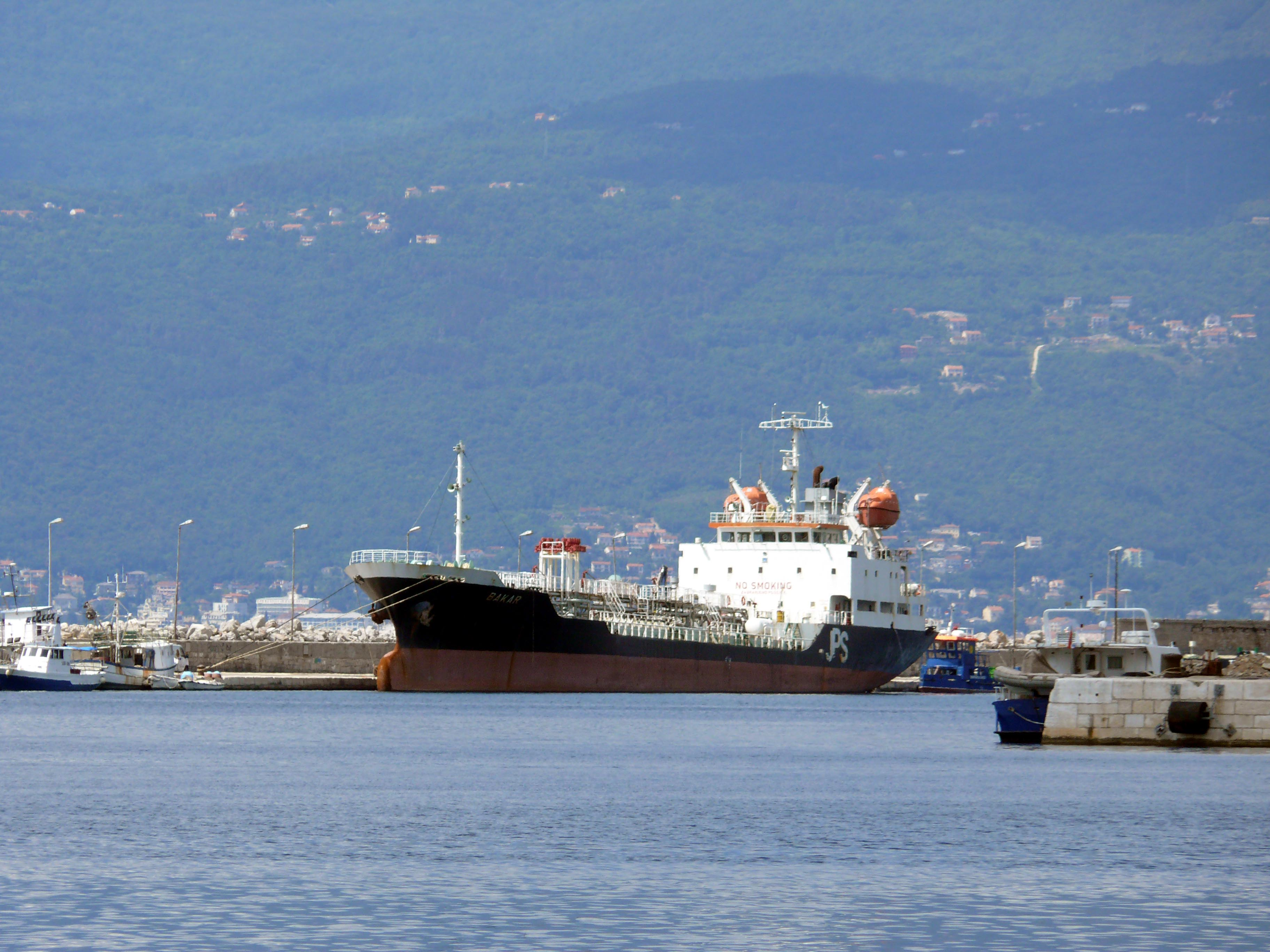
kikötő 4.

## Fordítás
- Ez a szócikk részben vagy egészben  a   Rijeka című horvát Wikipédia-szócikk ezen változatának fordításán alapul.  Az eredeti cikk szerkesztőit annak laptörténete sorolja fel. Ez a jelzés csupán a megfogalmazás eredetét és a szerzői jogokat jelzi, nem szolgál a cikkben szereplő információk forrásmegjelöléseként.
- Ez a szócikk részben vagy egészben  a(z)   Ријека című szerb Wikipédia-szócikk ezen változatának fordításán alapul.  Az eredeti cikk szerkesztőit annak laptörténete sorolja fel. Ez a jelzés csupán a megfogalmazás eredetét és a szerzői jogokat jelzi, nem szolgál a cikkben szereplő információk forrásmegjelöléseként.

### Magyar nyelvű irodalom
- Borovszky Samu: Magyarország vármegyéi és városai. Fiume és a magyar-horvát tengerpart, 1897
- Benkő Andrea (szerk.): Fiume magyar emlékezete – Skultéty Csaba gyűjteménye Országos Széchényi Könyvtár, 2009 ISBN 9789632005621
- Fiume és környékének tájrajza. Természettudományi, orvosi, statisztikai stb. tekintetben; Fiume város, Pest, 1869
- Dezső Béla: A Fiumei tengeröböl állatvilágáról. Két előadás. Tartatott a Természettudományi Társulat estélyein, 1880. november 12. és 19-ikén; K. M. Természettudományi Társulat, Bp., 1880 (Népszerű természettudományi előadások gyűjteménye)
- Lázár Gyula: Fiume, a magyar korona gyöngye. Természettani-, ethnográfiai- és történelmi rajz; Franklin, Bp., 1881 (Történelmi könyvtár)
- Kenedi Géza: A Quarnero. Fiume és Abbazia; Légrády Ny., Bp., 1884
- Fiume és kikötője; összeáll. Hajnal Antal; Mohovich Ny., Fiume, 1885
- Kőrösi Sándor: Adalékok Fiúme néprajzához; Közművelődés, Kolozsvár, 1892
- Máté Lajos: Fiume, Abbazia-Cirkvenica és a horvát partvidék; Budapesti Látogatók Lapja, Bp., 1894
- Porjesz József: Fiume-Abbazia; Mohovich Ny., Fiume, 1901
- Szántó Andor–Král Vilmos: Fiume államjogi helyzete; előszó Kmety Károly; Vas Ny., Bp., 1901
- Fest Aladár: Fiume a XV. században; Athenaeum Ny., Bp., 1912
- Fiume hajó- és áruforgalma az 1913. évben; szerk. Központi Statisztikai Hivatal; Pesti Ny., Bp., 1915 (Magyar Statisztikai Közlemények Új sorozat)
- Balázs Károly: Fiume és a magyar tengerpart. Kiadók, nyomdák, illusztrátorok és témák; magánkiadás, Bp., 1995 (Képeslapgyűjtők kiskönyvtára)
- Fried Ilona: Emlékek városa – Fiume; Ponte Alapítvány, Bp., 2001
- Fried Ilona: Fiume; Enciklopédia, Bp., 2004 (Magyarok nyomában külföldön)
- Fiume és a magyar kultúra. Művelődéstörténeti tanulmányok; szerk. Kiss Gy. Csaba, ford. Ladányi István; ELTE BTK Művelődéstörténeti Tanszék–Kortárs, Bp., 2004 (Az ELTE BTK Művelődéstörténeti Tanszék kiadványai)
- Domonkos László: A kicserélt város. Fiume: volt és van; bev. Mák Ferenc, fotó Kemény András; Unicus, Bp., 2010
- Magyar Királyi Tengerészeti Hatóság iratai, 1870–1918 / Inventar fonda Pomorska oblast za Ugarsko-hrvatsko primorje u Rijeci, 1870–1918; bev., magyar nyelvű szerk. Bősze Sándor, horvát nyelvű szerk. Goran Crnković, ford. Dolinár Erzsébet Mária; Somogy megyei Levéltár–Državni arhiv u Rijeci, Kaposvár–Rijeka, 2011
- Jókai és Abbázia; szerk. Praznovszky Mihály; Polgármesteri Hivatal, Balatonfüred, 2012 (Jókai-napi könyvek)
- Helena Bunijevac–Busch Károly: Sínpárok a közös múltból; Magyar Vasúttörténeti Park Alapítvány–Virágmandula Kft., Bp.–Pécs, 2016
- Egan Lajos naplója. Impériumváltások Fiumében a kormányzóhelyettes szemével, 1918–1920; szerk., sajtó alá rend., tan., jegyz. Ordasi Ágnes; MTA BTK TTI, Bp., 2019 (Magyar történelmi emlékek. Elbeszélő források)
- Szombath Tibor: A magyar Adria régi képeslapokon; MyBook–szerzői, Bp.–Pécs, 2019
- Juhász Imre: Fiume. Egy közép-európai város és kikötő a hatalmi érdekek metszéspontjában; Heraldika, Bp., 2020
- Fiume és környéke a 19. századi magyar útirajzokban; vál. Ćurković-Major Franciska, Kiss Gy. Csaba; Nap, Bp., 2020 (Magyar esszék)
- Pelles Márton–Zsigmond Gábor: A fiumei magyar kereskedelmi tengerészet története, 1868–1921; 2. bőv. kiad.; Szülőföld, Gencsapáti, 2021
- Erdősi Ferenc: Trieszt – Fiume. Két szomszédos kikötő versengése az első világháborúig; KRTK RKI, Pécs, 2022
- Emilio Scalfarotto: Fiume: a magyar idill. Az adriai partvidék geopolitika és integráció között; ford. Szomráky Béla; CÖKA Civil Összefogás Közhasznú Alapítvány, Bp., 2022
- Zsigmond Gábor–Tiborcz István: Dunán és tengeren. A magyar hajózás és palotája; BDPST Zrt., Bp., 2022

### Horvát nyelvű irodalom
- Ervin Dubrović, ur.: Riječka luka – povijest, izgradnja, promet, Rijeka, 2001 ISBN 953-6587-12-2
- Vanda Ekl: Živa baština: studije i eseji, Rijeka, 1994 ISBN 953-6066-01-7
- Daina Glavočić, ur.: Arhitektura historicizma u Rijeci: 1845-1900. Arhitektura i urbanizam = Architecture of Historicism in Rijeka: 1845-1900. Architecture and town planning, Moderna galerija Rijeka i Muzej moderne i suvremene umjetnosti, Rijeka, 2002 ISBN 953-6501-17-1
- Daina Glavočić, ur.: Arhitektura secesije u Rijeci: arhitektura i urbanizam početka 20. stoljeća = Architecture and town planning at the beginning of the 20th century : 1900-1925, Moderna galerija, Rijeka, 1997-1998 ISBN 953-6501-05-8
- Danilo Klen, ur.: Povijest Rijeke, Izdavački centar Rijeka, Rijeka, 1988 ISBN 86-7071-045-5
- Giovanni Kobler: Memorie per la storia della liburnica citta di Fiume, Rijeka, 1978
- Radmila Matejčić: Kako čitati grad: Rijeka jučer, danas, Rijeka, 2007 ISBN 978-953-219-348-0
- Radmila Matejčić: "Barok u Istri i Hrvatskom primorju", u: Barok u Hrvatskoj, Zagreb, 1982
- Jasna Rotim Malvić, et al.: Moderna arhitektura Rijeke: arhitektura i urbanizam međuratne Rijeke 1918-1945 = L’Architettura e urbanistica a Fiume nel periodo fra le due guerre 1918-1945, Moderna galerija, Rijeka, 1996 ISBN 953-6501-00-7

### Weboldalak
- Rijeka.lap.hu
- Katolikus lexikon
- KD Autotrolej hivatalos oldala (horvátul)
- a fiumei kisebbségek honlapja (horvátul)
- Történeti oldal a magyar Fiume múltjáról
- A fiumei dohánygyár története (dohanymuzeum.hu)
- Rijeka – Opatija – Horvát városok
- A magyar nyelv Fiume közoktatásában Archiválva 2013. június 7-i dátummal a Wayback Machine-ben
- zsidó közösség hivatalos honlapja (horvátul)
- Amikor még volt magyar tengerpart és kikötő: Fiume, a hányatott sorsú város

### Kultúra
- A Rómában működő Fiume Társaság, illetve folyóiratuk, könyvtáruk honlapja (olaszul)
- HNK Ivana pl. Zajc (horvátul)
- Fiumei Karnevál (horvátul)
- KULTURAPLUS (horvátul)
- Városi múzeum (horvátul)
- Jazz Time Festival (horvátul)

### Iskolák hivatalos oldalai
- OŠ "Pehlin"
- OŠ "Pećine"
- Ipari Iskola
- Mijo Mirković Közgazdasági Iskola
- Andrija Mohorovičić Gimnázium
- Építészeti Iskola
- Fiumei Olasz Szakközépiskola
- Első Fiumei Horvát Gimnázium
- Salezijanska klasična gimnazija u Rijeci
- Művészeti Iskola
- Művészeti Egyetem
- Fiumei Teológia
- Orvostudományi Egyetem
- Tengerészeti Egyetem
- Technikai Egyetem
- Építészeti Egyetem
- Jogi Egyetem
- Filozófiai Egyetem
- Közgazdasági Egyetem Archiválva 2010. február 22-i dátummal a Wayback Machine-ben
- Tudományegyetem